# Mahlzeitstillleben
Bei den Mahlzeitstillleben handelt es sich um eine besondere Form des Stilllebens. Dargestellt sind Tische mit darauf präsentierten Nahrungsmitteln, Geschirr und anderen Objekten sowie in einigen Fällen Tieren, zum Beispiel Insekten. Das Mahlzeitstillleben existiert in der Kunst seit Autonomisierung des Stilllebens als eigene Gattung um 1600 und hatte in der ersten Hälfte des 17. Jahrhunderts seine Blüte. Der Begriff Mahlzeitstillleben ist synonym mit: Banket(je), Ontbijt(je), Laid table, Breakfast-piece, Banquet piece, Imbissstillleben und Frühstücksstillleben.

## Begriffsgeschichte
Da das Mahlzeitstillleben Anfang des 17. Jahrhunderts entstand, sind Bezeichnungen für derartige Gemälde ebenfalls erst im 17. Jahrhundert nachweisbar. Noch bevor das Wort stilleven um 1650 in niederländischen Inventaren zum ersten Mal auftritt, waren bereits Gemäldebezeichnungen wie „Een bancket schilderytgen“ (1624), „Een bancketgen met een pastey“ (1624), „Een cleyn viercant bancquetien van een schuttel met appelen en moerbesien met een witte broodt“ (1627) oder „Een ontbytgen van een pekelharingh“ (1627) üblich.
Ingvar Bergström etablierte mit seiner, 1956 auch ins Englische übersetzten, Dissertation Dutch Still-Life Painting in the Seventeenth Century den englischen Begriff „Breakfast-Piece“. Näher an den niederländischen Gemäldebezeichnungen – zumindest etymologisch – ist der u. a. von Sam Segal gebrauchte Begriff „banquet piece“. Sam Segal nimmt darüber hinaus auch eine Unterscheidung zwischen ontbijtje und banketje vor. Seinen Ausführungen folgend, sei das banketje einfach eine reichere bzw. größere Variante des ontbijtjes. Somit entspricht das ontbijtje der Darstellung eines Frühstücks bzw. Imbisses und das banketje der Darstellung eines Festessens. Die zeitgenössischen Inventare belegen eine solch deutliche Differenzierung nur bedingt. In den deutschen Kunstlexika, Monografien und Übersichtswerken sind Begriffe wie „Bankettstück“ „Gedeckter Tisch“ „Mahlzeitbild“ oder „Frühstücksstillleben“ zu finden.
Sowohl banketje als auch ontbijtje sind, verwendet als Gemäldebezeichnung, zeitlich neutral. Für Verwirrung sorgte vermutlich die Bedeutungsänderung des Wortes ontbijt, welches im heutigen niederländischen Sprachgebrauch das Frühstück meint, aber im 17. Jahrhundert lediglich einen kleinen Imbiss zu jeder Tageszeit bezeichnete. Höchstwahrscheinlich entstand die falsche Bezeichnung der Banketjes als Frühstücksstillleben durch die anachronistische Übersetzung von ontbijtje oder der unreflektierten Übersetzung des englischen Breakfast-Piece. Denn auch dieses ist inkorrekt. Das englische breakfast hatte nie die Bedeutung einer von der Tageszeit unabhängigen Mahlzeit (Imbiss). Es bezeichnet schon immer das morgendliche Brechen des nächtlichen Fastens.

## Entwicklung

### Vorläufer

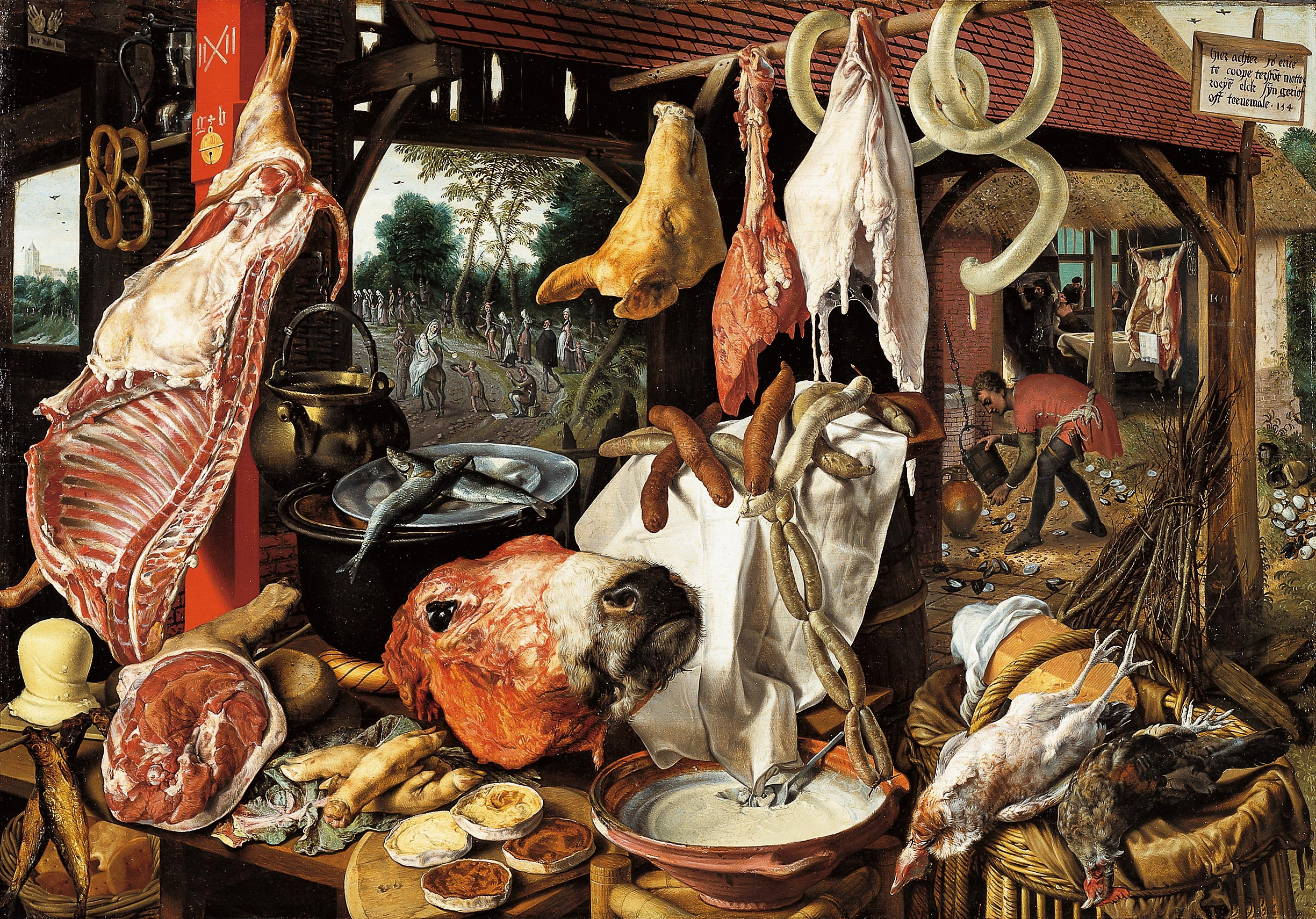
Pieter Aertsen
Metzgerladen mit Flucht-nach-Ägypten-Szene im Hintergrund, 1551, Öl auf Holz, 123 × 167 cm, Kunstsammlung der Universität Uppsala

Als Vorstufe des autonomen Mahlzeitstillleben gelten die seit dem 16. Jahrhundert gefertigten Markt- und Küchenstücke. Pieter Aertsen und sein Neffe Joachim Beuckelaer fertigten Kunstwerke für profane Gebäude (Rathäuser und private Palais). Es sind philosophische Auslegungen der sichtbaren Welt, teilweise immer noch mit heilsgeschichtlichen Szenen im Bildhintergrund – oft ein moralischer Verweis wie der auf die gute Haushalts- und Lebensführung durch die Szene von Christus im Haus von Maria und Martha.
Die Gemälde der Aertsen-Werkstatt spiegeln die zeitgenössische Ambivalenz zwischen der Freude an Reichtum und Wohlstand – ausgedrückt durch die ostentative Präsentation von Viktualien im Vordergrund – und der Besinnung auf biblisch religiöse Werte wie die geistige Nahrung und Mäßigkeit – ausgedrückt durch die moralisierende figürliche Darstellung im Hintergrund wider. Ein entsprechendes Beispiel ist Aertsens Gemälde von 1552 im Kunsthistorischen Museum in Wien. Es zeigt im Vordergrund ein Stillleben bestehend aus mehreren Objekten – darunter ein besonders großes Stück Fleisch und die moralisierende Szene von Christus bei Maria und Martha im Hintergrund. Die von Pieter Aertsen etablierte Bildmotivik ist in der Kunst bis in das frühe 17. Jahrhundert präsent und beeinflusste Künstler wie Vincenzo Campi, Lucas van Valckenborch und Georg Flegel. Auch die sogen. Bodegones von Diego Velázquez gehen auf die flämischen und italienischen Vorbilder von Pieter Aertsen und Vincenzo Campi zurück.
Mit der Etablierung der aus den reich beladenen Marktständen und Küchentischen entstandenen autonomen Mahlzeitstillleben hörte die Gattung der Markt- und Küchenstücke aber nicht auf zu existieren, sondern entwickelte sich parallel weiter, wie die Gemälde von Frans Snyders eindrucksvoll beweisen. Dabei verloren diese Darstellungen von Hofküchen und reich beladenen Warentischen zusehends das moralisierende oder ermahnende Moment. Gemälde wie Frans Snyders Fischmarkt von ca. 1618–1620 im Kunsthistorischen Museum in Wien sind kein Ausdruck mehr von dem Zwiespalt zwischen Luxus und Moral, sondern Zeugnisse des Wohlstands der Auftraggeber bzw. Käufer sowie einer sehr hohen künstlerischen Fertigkeit.
Die Entstehung des Mahlzeitstilllebens im Zuge der Verselbstständigung einzelner Bildmotive ging einher mit einer sehr spezialisierten Kunstproduktion. In Flandern existierte nachweislich ein durchdachtes System von Fachmalern. Dies bedeutet, dass mehrere Künstler ein Gemälde fertigten, welches aus verschiedenen Motiven bestand. So steuerte jeder Künstler das Motiv (Tiere, Menschen, Architektur, Blumenarrangements, angerichtete Tische etc.) bei, welches er besonders gut beherrschte. Ein Beispiel dafür, obwohl zeitlich schon etwas fortgeschritten, ist das Gemälde Madonna im Blumenkranz. In diesem Gemälde stammt der eindrucksvolle florale Kranz von Jan Brueghel d. Ä. Die Figuren im Bild stammen aber von einem anderen Künstler – in diesem Fall von Peter Paul Rubens. Eine ähnliche Kooperation ist die Heilige Familie von Jan Brueghel, der die eindrucksvolle Frucht- und Blumengirlande malte und vermutlich Pieter van Avont, der die Figuren im Bild beisteuerte. Claus Grimm lässt den durchaus logischen Schluss zu, dass es sich bei den ersten frühen autonomen Stillleben möglicherweise lediglich um Teile eines unvollendeten komplexeren Werkes handelt.

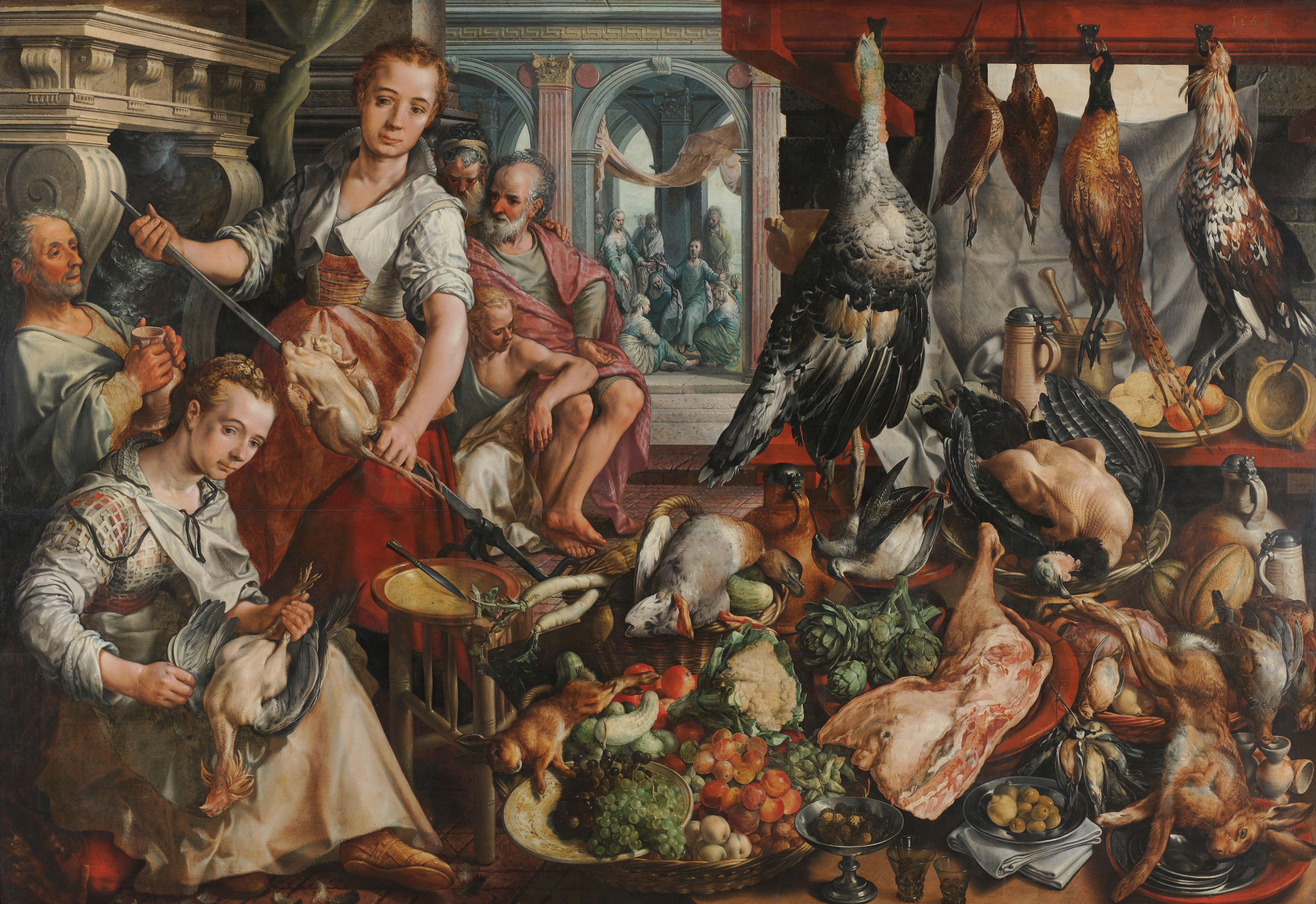
Joachim Beuckelaer Küchenstück mit der Szene Jesus im Haus von Maria und Martha im Hintergrund, 1566, Öl auf Holz, 171 × 250 cm, Rijksmuseum, Amsterdam
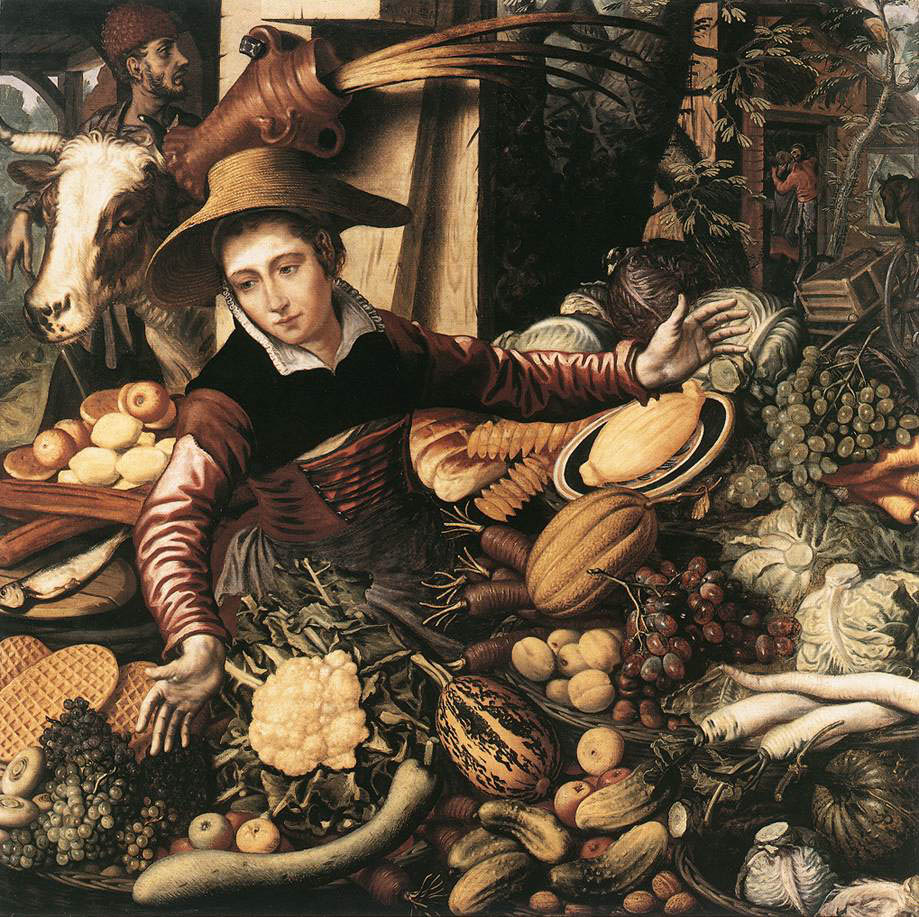
Pieter Aertsen Gemüsestand mit Verkäuferin, 1567, Öl auf Holz, 110 × 110 cm, Staatliche Museen, Berlin
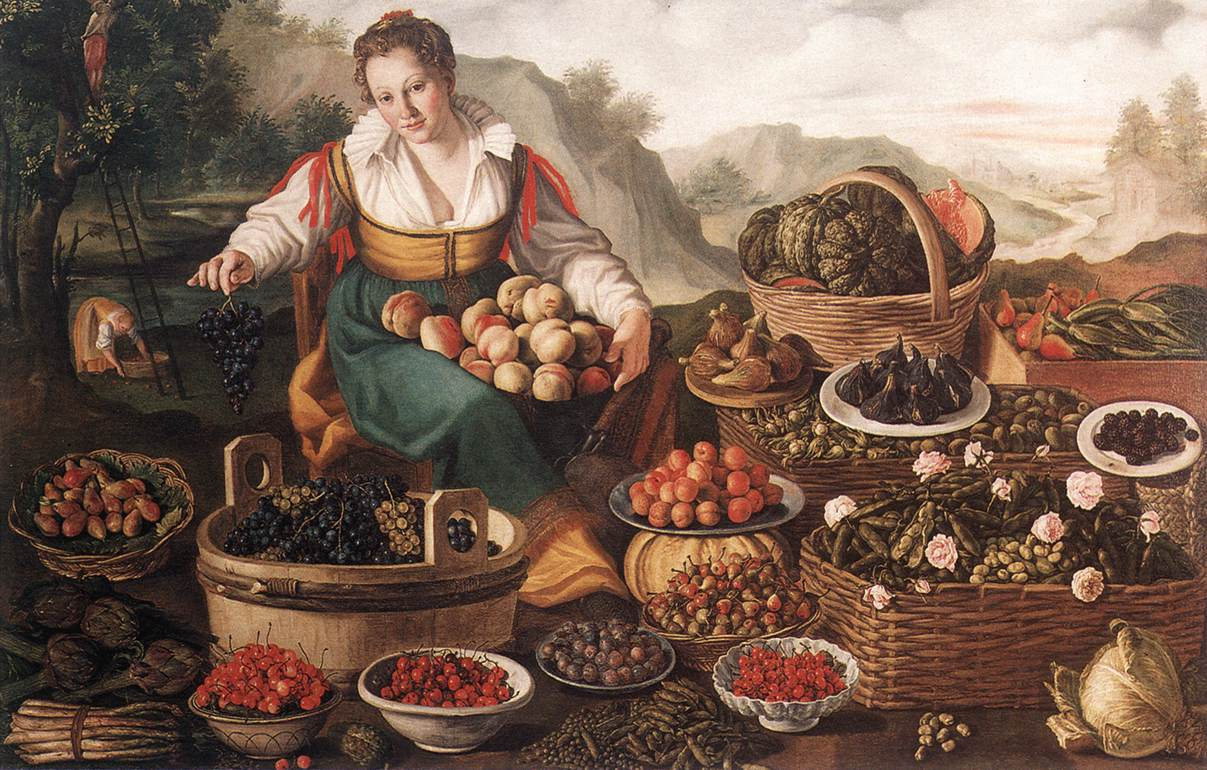
Vincenzo Campi Früchteverkäuferin, ca. 1580, Öl auf Leinwand, 145 × 215 cm, Pinacoteca di Brera, Mailand
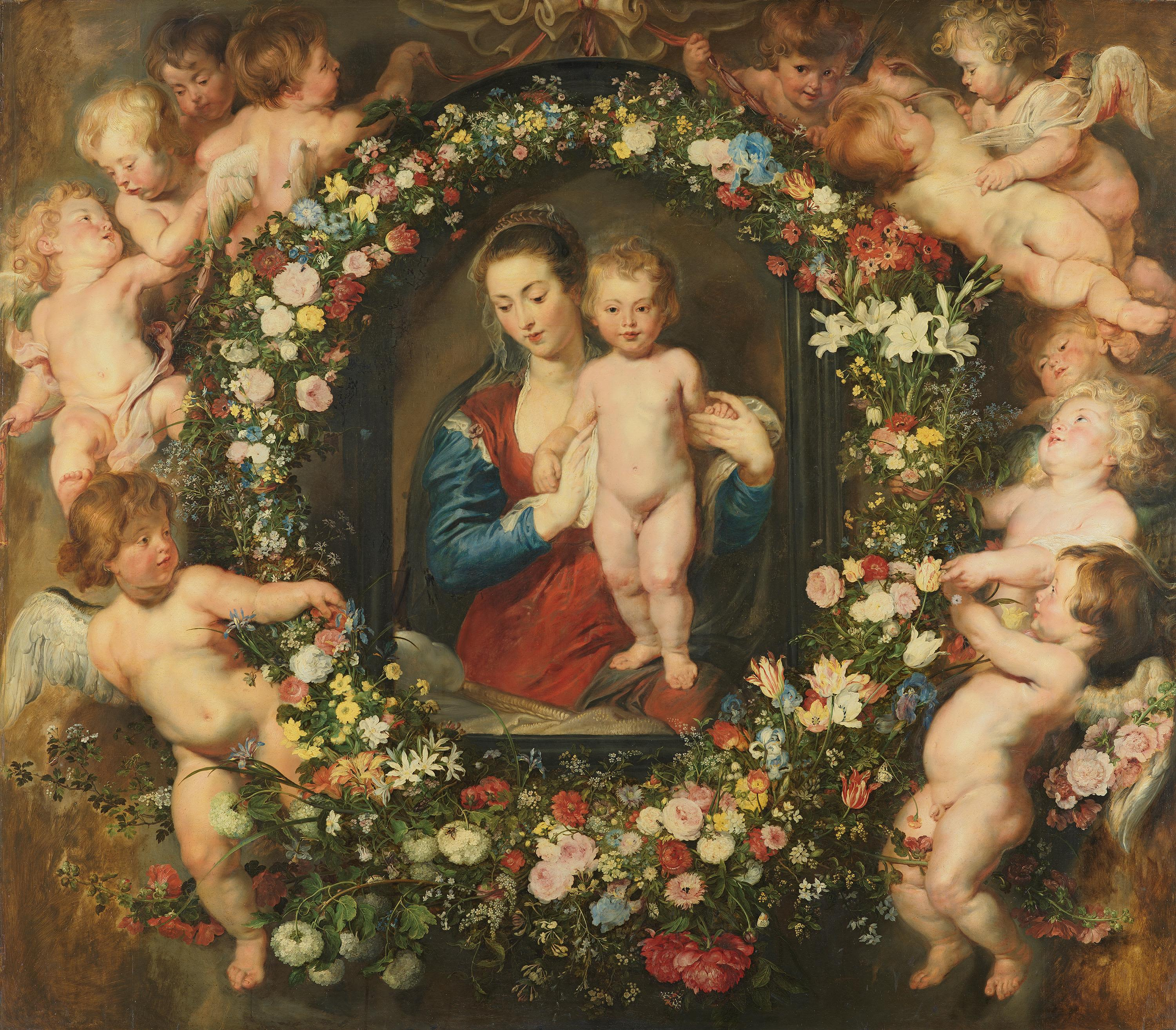
Peter Paul Rubens & Jan Brueghel, Madonna im Blumenkranz, ca. 1619, Alte Pinakothek, München

### Formen des Mahlzeitstilllebens

#### Flandern

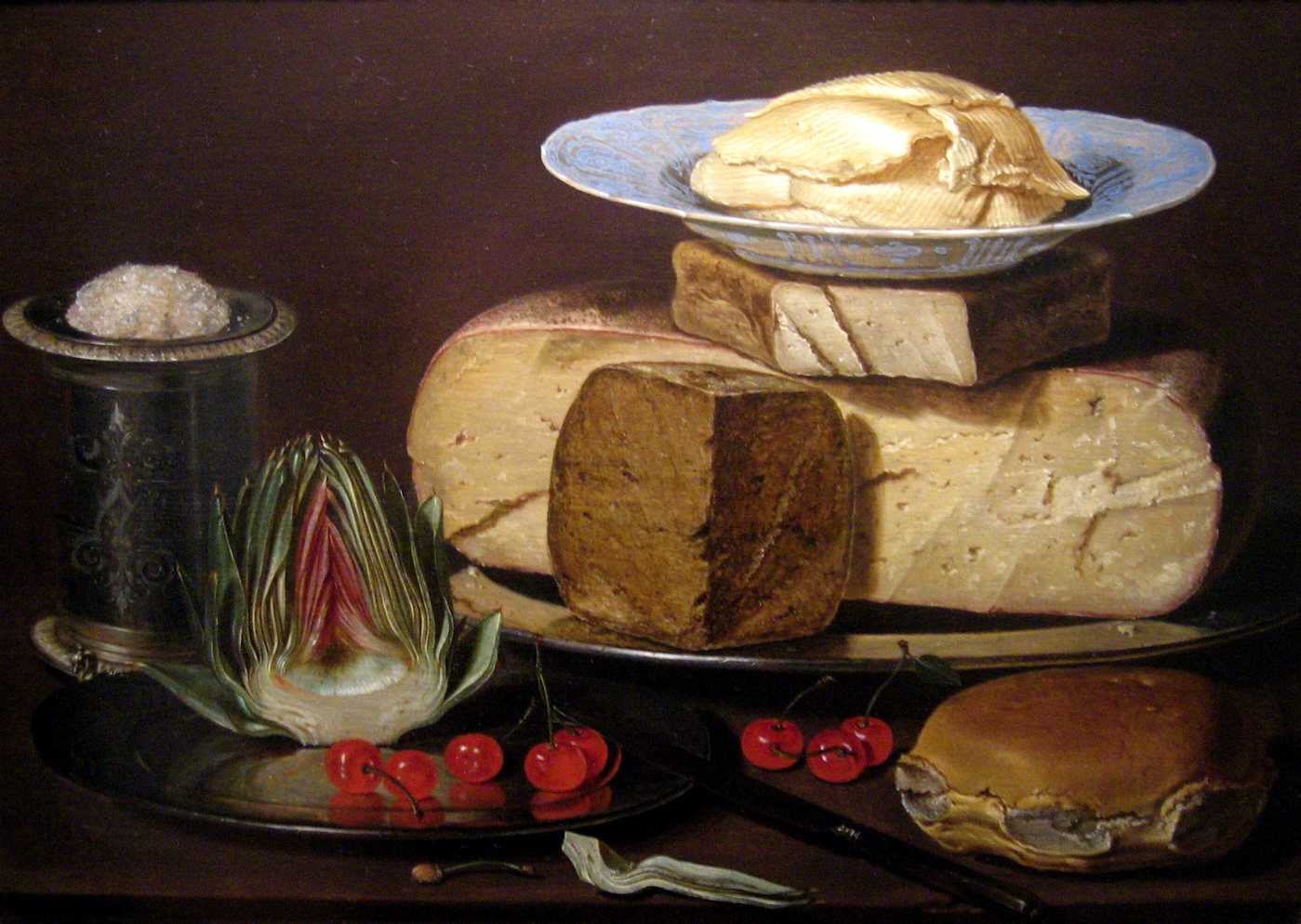
Clara Peeters
Stillleben mit Käse, Artischocken und Kirschen, ca. 1625, Öl auf Holz, 46,7 × 33,3 cm, Los Angeles County Museum of Art

Am Anfang des 17. Jahrhunderts wurden in Flandern, besonders in Antwerpen, die Einzelmotive der Aertsen-Beuckelaer-Werkstatt definitiv zu eigenständigen Bildthemen. Zu dieser ersten Generation von Stilllebenmalern in Flandern zählen Clara Peeters, die mehrfach Amsterdam besuchte oder gar dort hinzog, Osias Beert, Jacob van Es und Jacob van Hulsdonck. Bei diesen Malern war die Spezialisierung noch nicht derart fortgeschritten, dass sie nur Banketjes malten, sondern auch Blumenstillleben, Fischstilleben oder Früchtestillleben und diese miteinander kombinierten.
Die frühen flämischen Banketjes weisen, im Gegensatz zu den holländischen, einen recht nahen Betrachtungspunkt auf. Die Anzahl der auf dem Tisch abgebildeten Objekte, darunter Austern, Oliven, Früchte und Backwaren aber auch Geschirr aus Metall und Porzellan, ist überschaubar. Die Komposition ist bei allen flämischen Meistern des frühen Banketjes ähnlich: es herrscht eine klare Bildstruktur vor, wobei die Teller und Schalen symmetrisch um einen Mittelpunkt angeordnet sind. Diese Betonung der Fläche wird meist durch herausragende Objekte wie hohe Weingläser, Pokale oder eine Tazza mit Gebäck durchbrochen. Es fällt auf, dass die Objekte untereinander nur wenige Überschneidungen zulassen. Die einzelnen Teller und Schalen werden wie Einzelstudien behandelt und durch den hohen Blickpunkt in einer, den ganzen Tisch überblickenden, Übersicht präsentiert. Osias Beert und seine Malerkollegen gewähren dem Betrachter durch ihre Stillleben einen Einblick in die Essgewohnheiten der Oberschicht. Ein markantes Merkmal der flämischen Banketjes scheint auch die Präsentation der Lebensmittel und wertvollen Objekte auf einem ungedeckten steinernen Tisch sowie die Kombination mit Blumen (in einer Vase) zu sein.
Neben Waren, die auf dem städtischen Markt zu kaufen waren, zeigen die Stillleben auch teure importierte Lebensmittel und immer wieder Konfekt und Zuckerwerk. Dabei kann die Vorliebe flämischer Maler für die Darstellung von feinem Gebäck und Konfekt durch die enge Bindung zu Spanien als Hochburg des feinen Zuckerwerks erklärt werden. Vermutlich entstanden derartige Stillleben auch in Auftrag spanischer Käufer. Besonders in Osias Beerts Gemälden sind neben seinem typischen Austernteller immer wieder Schalen mit Konfekt zu finden. Ebenso bei Clara Peeters, für die darüber hinaus v. a. die Darstellung von unzubereitetem Fisch, Käse und edlen Gefäßen wie der von ihr oft gemalte goldene Deckelpokal charakteristisch ist. Bei Jacob van Hulsdoncks Gemälden fällt ein deutlicher Kontrast zwischen teuren und billigen Lebensmitteln auf, wobei der Teller mit den Schweinepfoten sowie der zum Verzehr vorbereitete zerlegte Hering Leitmotive sind. Für die in den 1620er und 1630er Jahren tätigen flämischen Stilllebenmaler wurde die Malerei Frans Snyders der stärkste Einfluss. Frans Snyders ungezwungen wirkende Komposition und gesteigerten Farbwerte wurden verbindlich für die flämische Stillleben. Diesen deutlichen Einfluss zeigen auch Jacob van Hulsdoncks Gemälde.

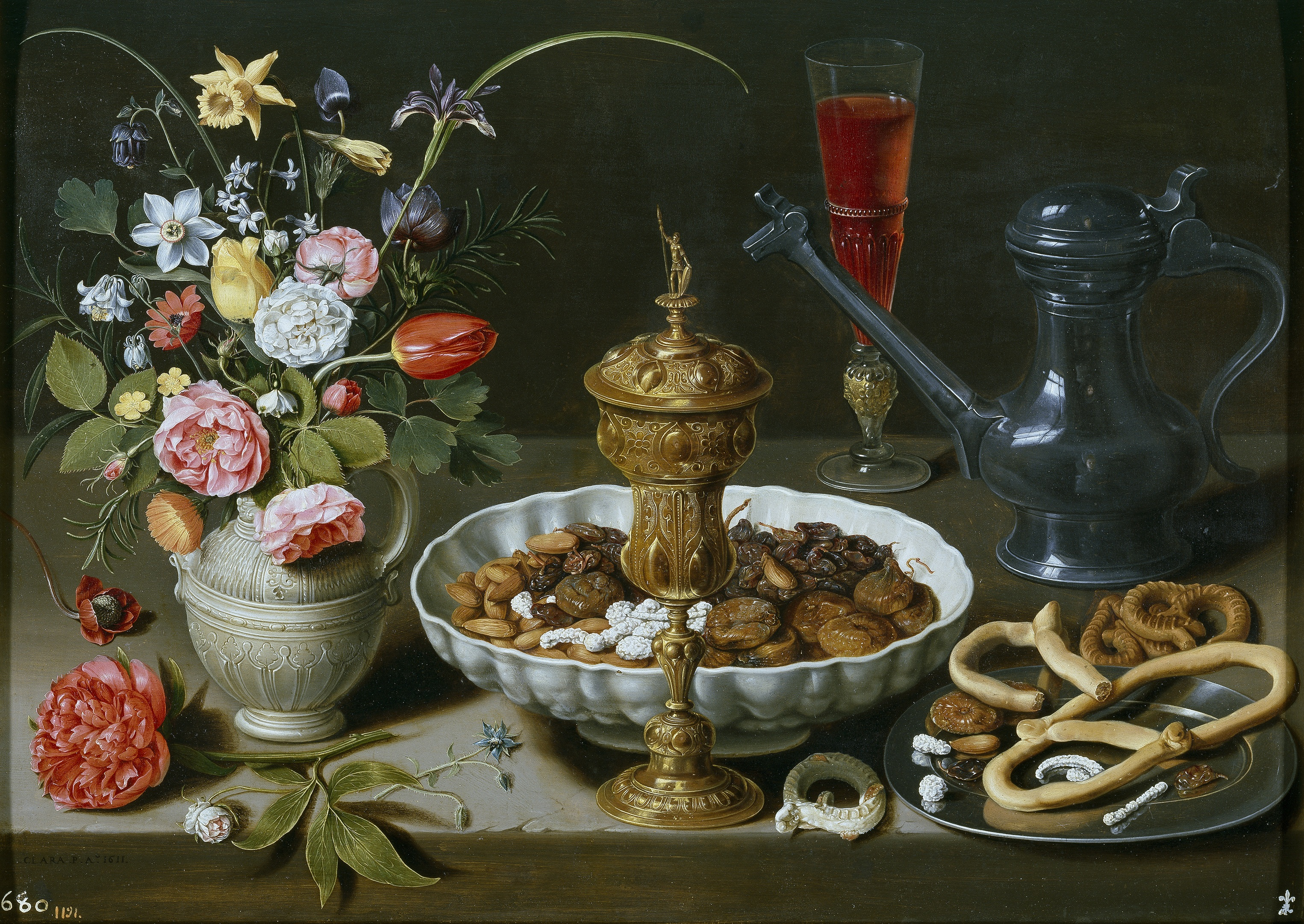
Clara Peeters Stillleben mit Gebäck und Blumenvase, ca. 1611, Museo del Prado, Madrid
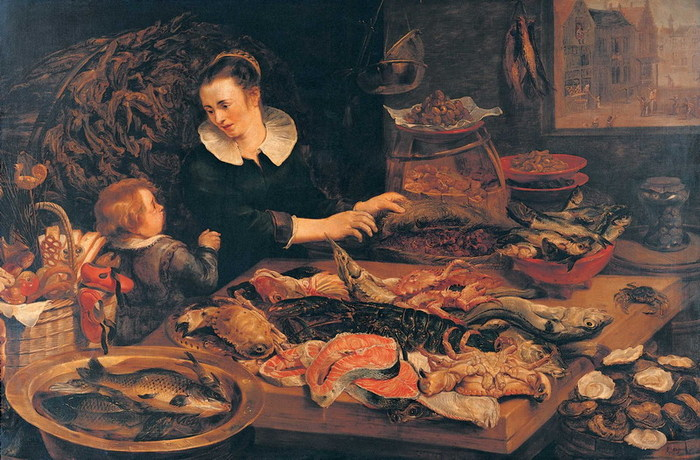
Frans Snyders Fischladen, 1616, Puschkin-Museum
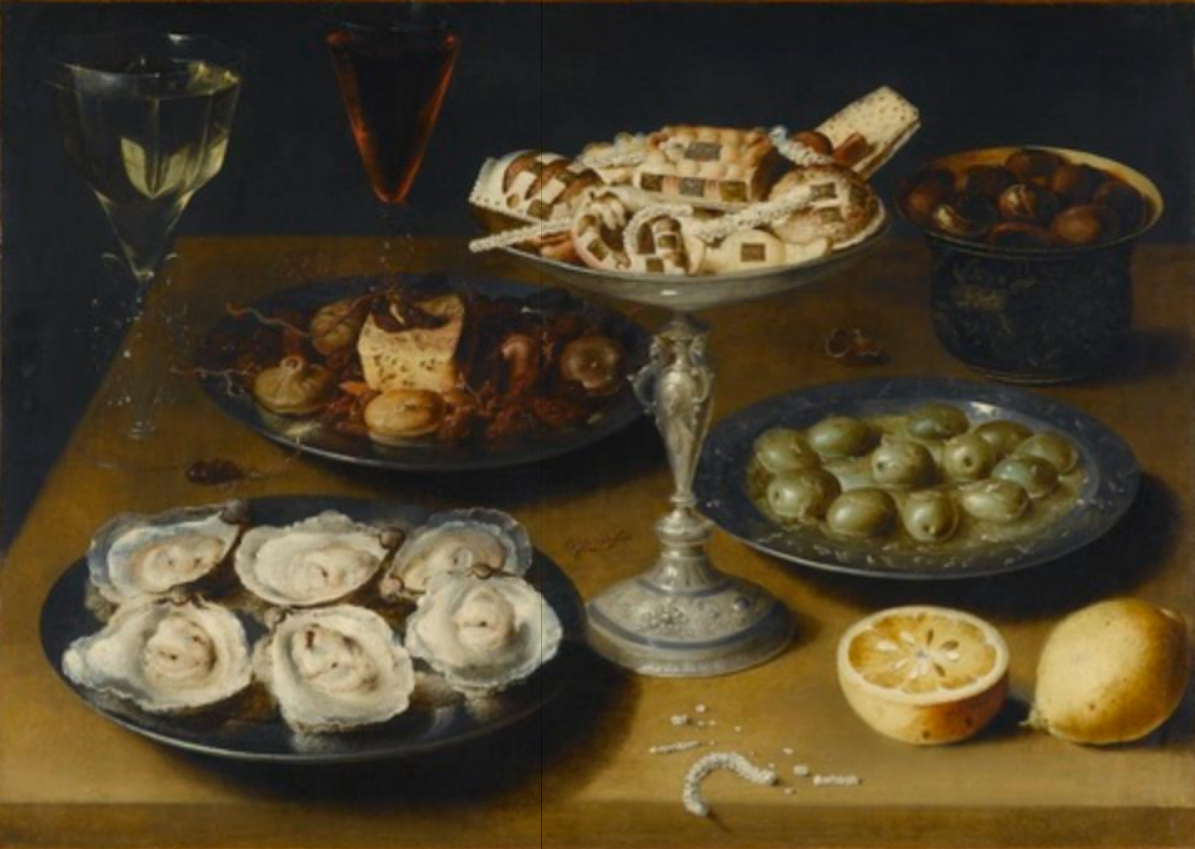
Osias Beert Stillleben mit Austern, ca. 1610, Öl auf Kupfer, 46,6 × 66 cm, Staatsgalerie, Stuttgart
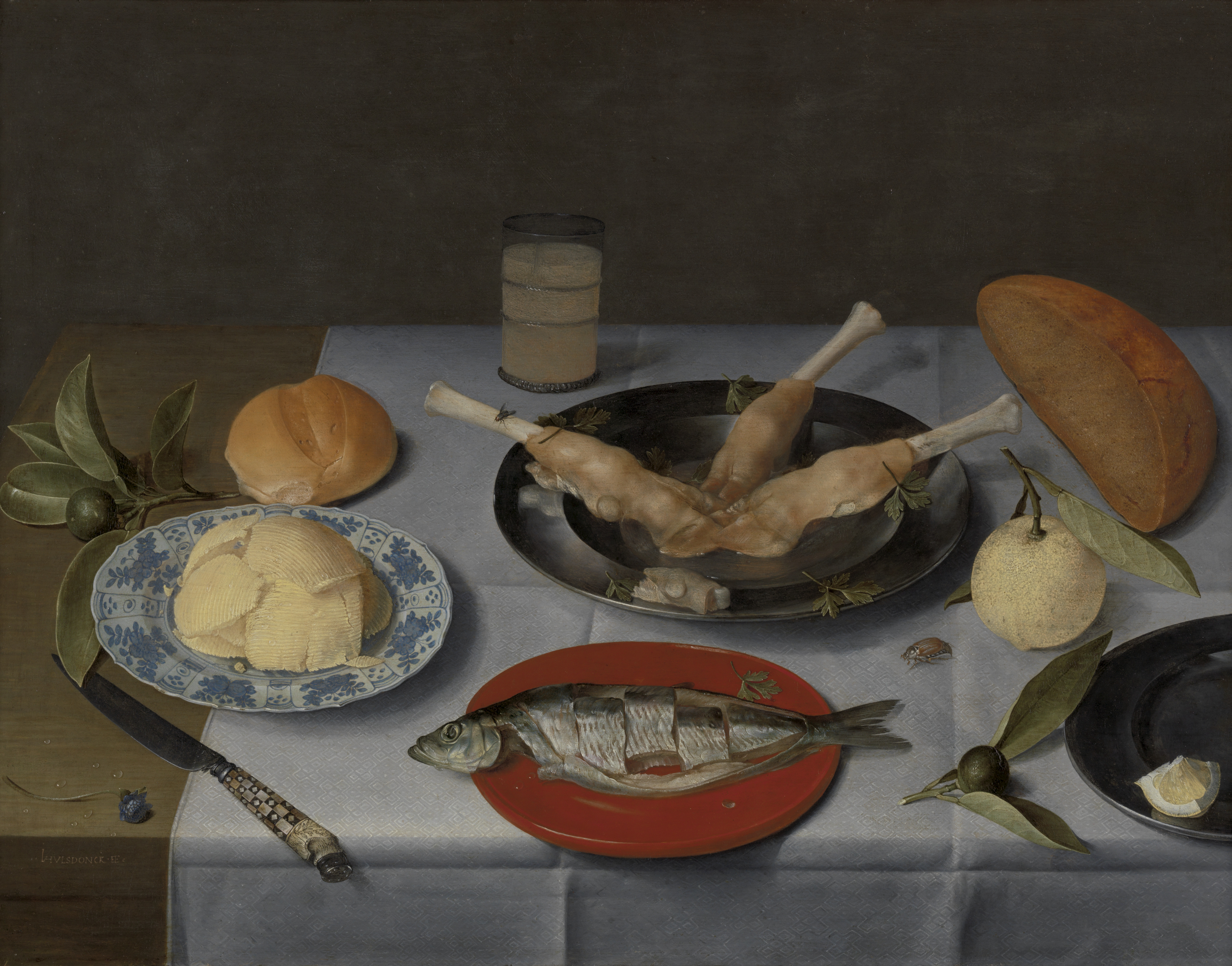
Jacob van Hulsdonck Stillleben mit Fischmahlzeit, Schweinepfoten u. a.

#### Holland
Zur selben Zeit – also am Anfang des 17. Jahrhunderts – entstanden auch in den nördlichen Niederlanden reine Stillleben. Eine Beeinflussung durch die flämischen Stilllebenmaler ist einerseits nicht auszuschließen, sollte andererseits aber auch nicht überbewertet werden. Bekannt ist, dass zahlreiche Flamen ab dem Fall von Antwerpen (1585) aus ihrer katholischen Heimat aufgrund religiöser Verfolgung oder Hoffnung auf bessere Arbeits- und Lebensbedingungen in den reformierten Norden flüchteten. Diese Einwanderer brachten nicht nur Kapital und flämische Lebensgewohnheiten, sondern auch langjährige Berufserfahrung und jenes ausgeklügelte System künstlerischer Produktion mit in ihre neue Heimat. So verwundert es also nicht, dass Künstler wie Nicolaes Gillis oder Pieter Claesz, die in der Folgezeit das Banketje zur vollen Blüte bringen sollten, aus den südlichen Niederlanden stammten.

##### Haarlemer Schautafeln

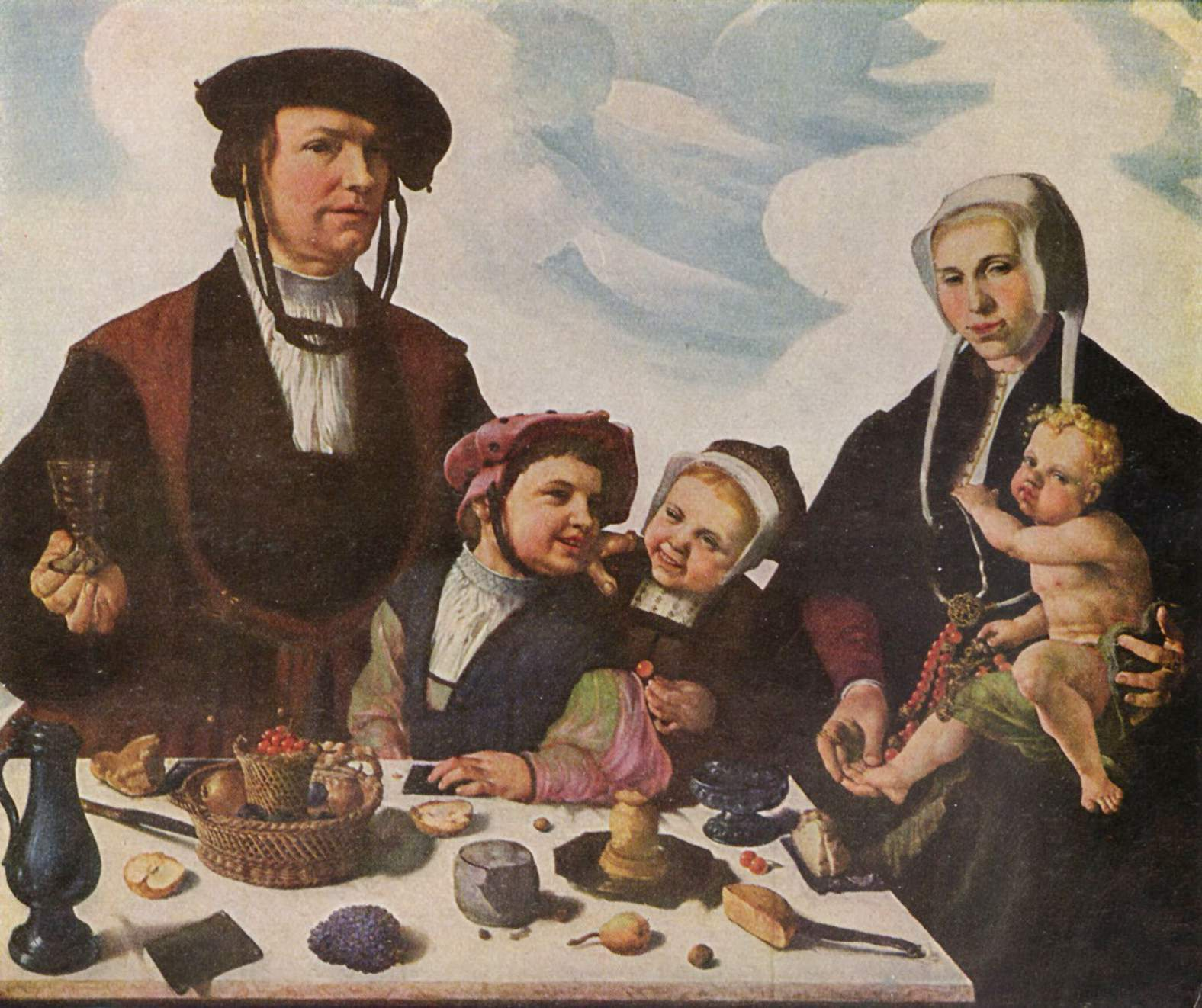
Maarten van Heemskerck
Porträt einer Familie, vor 1532, Gemäldegalerie, Kassel

In den nördlichen Niederlanden – besonders in der Stadt Haarlem – etablierten Nicolaes Gillis und Floris van Dyck diese Art Stillleben. Auch von den beiden ebenfalls in Haarlem tätigen Malern Floris van Schooten und Roelof Koets existieren Stillleben im Stil der Haarlemer Schautafeln. Der Grund für die besondere Vorliebe der Haarlemer Künstler für diese Schautafeln und später für die kleinen Banketjes ist nicht eindeutig erklärbar. Ingvar Bergström vermutete, dass möglicherweise eine gewisse Tradition für die Darstellung gedeckter Tische in Haarlem existierte – ein Beispiel dafür ist das vor 1532 entstandene Porträt einer Familie von Maarten van Heemskerck in der Gemäldegalerie in Kassel.
In Bezug auf die Komposition ähneln ihre Darstellungen von gedeckten Tischen stark den flämischen Mahlzeitstillleben von Osias Beert d. Ä., Clara Peeters und Jacob van Hulsdonck. Gleich ist auch die Behandlung der einzelnen Teller, Schalen, Kannen und Gläser als von Licht und Schatten modellierte Einzelstudien. Die Objekte auf dem Tisch werden dem Betrachter wie in einer „Schauvitrine“ präsentiert. A.P.A. Vorenkamp nannte diese Gemälde deshalb in seiner Untersuchung der holländischen Stillleben „uitgestalde stillevens“ (uitstallen ndl. = auslegen, zur Schau stellen). Flämische und holländische Banketjes stimmen auch in dem Punkt überein, dass es sich größtenteils um sehr exklusive und teure Gegenstände und Nahrungsmittel auf dem Tisch handelt. Das Geschirr besteht aus importiertem chinesischem Porzellan, Goldschmiedearbeiten wie die Becherschrauben, Zinngeschirr und ebenfalls importierten venezianischen Gläsern. Dass hier die Oberschicht den Tisch decken ließ, verdeutlicht der Fakt, dass der Rest der Bevölkerung zu dieser Zeit von Holztellern aß und aus Holzbechern trank.
Es gibt aber auch deutliche Unterschiede zu den flämischen Stillleben. So ist der Blickpunkt in den Gemälden von Gillis und Dyck weiter von dem betrachteten Tisch entfernt. Auch lassen sich Objekte auf den Haarlemer Stillleben finden, die die flämischen Malerkollegen nicht abbildeten – bspw. die für die Haarlemer Schautafeln so typische Pyramide aus aufeinander gestapelten Käselaiben. Ein ebenso markantes Merkmal ist der mit Tischdecke und Tischläufer aus Damast geschmückte Tisch. Im Gegensatz dazu bevorzugten die flämischen Malerkollegen eine Präsentation ihrer feinen Speisen und des wertvollen Geschirrs auf ungedeckten Tischen. Ein Kennzeichen der Haarlemer Mahlzeitstillleben ist neben dem Käse auch der oft gemalte Zinnteller mit einem angeschnittenen Apfel oder einem Stück Melone, der etwas über die vordere Tischkante geschoben ist. Sowohl Gillis als auch Dyck hatten darüber hinaus auch eine besondere Vorliebe für Nüsse, die in jedem ihrer Gemälde über den Tisch verteilt sind. Zusammen mit den anderen Lebensmitteln auf dem Tisch (Obst, Oliven, Früchte etc.) sind dies alles Bestandteile eines Desserts und nicht etwa eines Hauptgerichts.

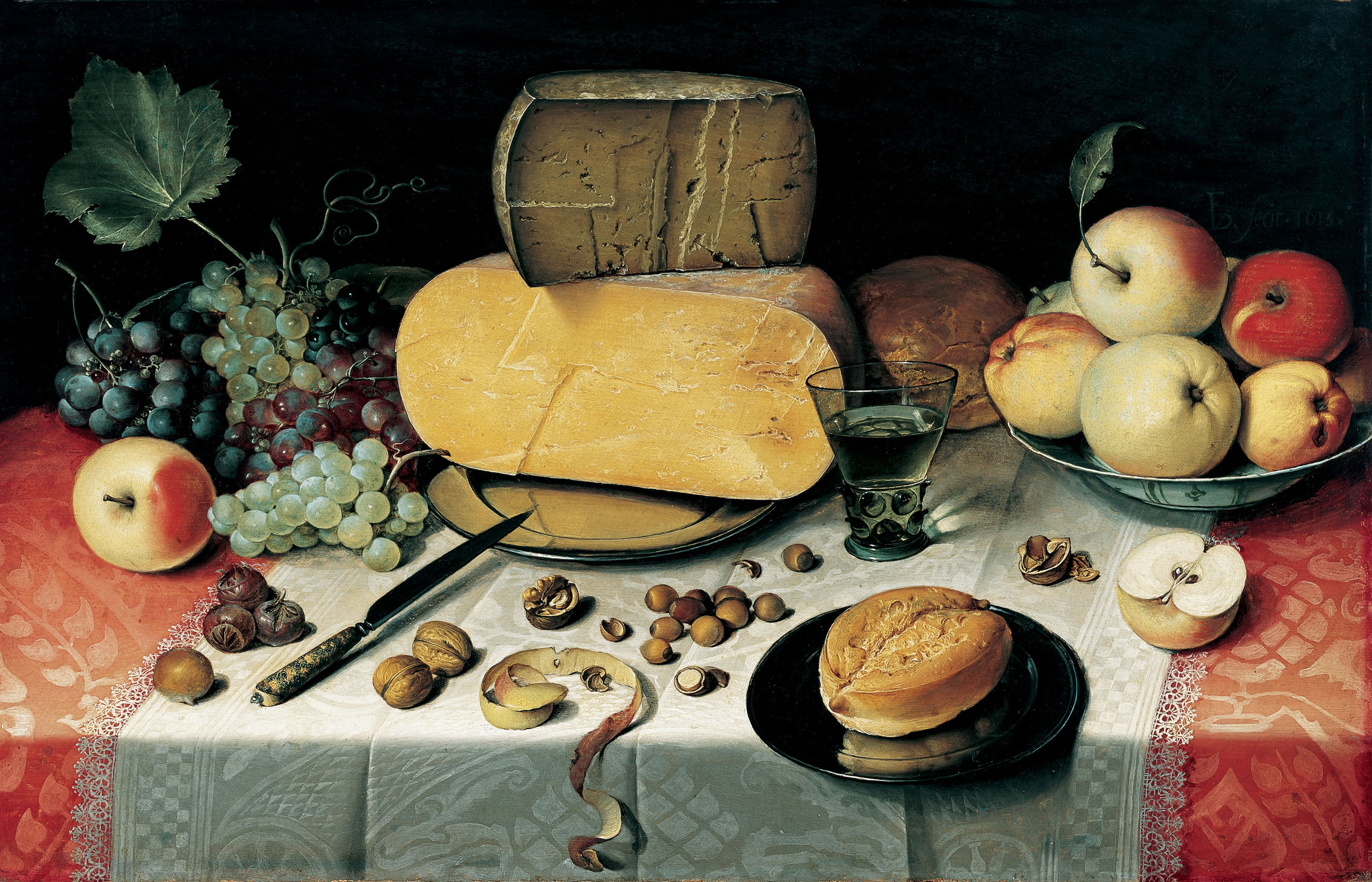
Floris van Dyck Stillleben mit Käse, Früchten u. a., 1613, Öl auf Leinwand, 49,5 × 77 cm, Frans-Hals-Museum, Haarlem
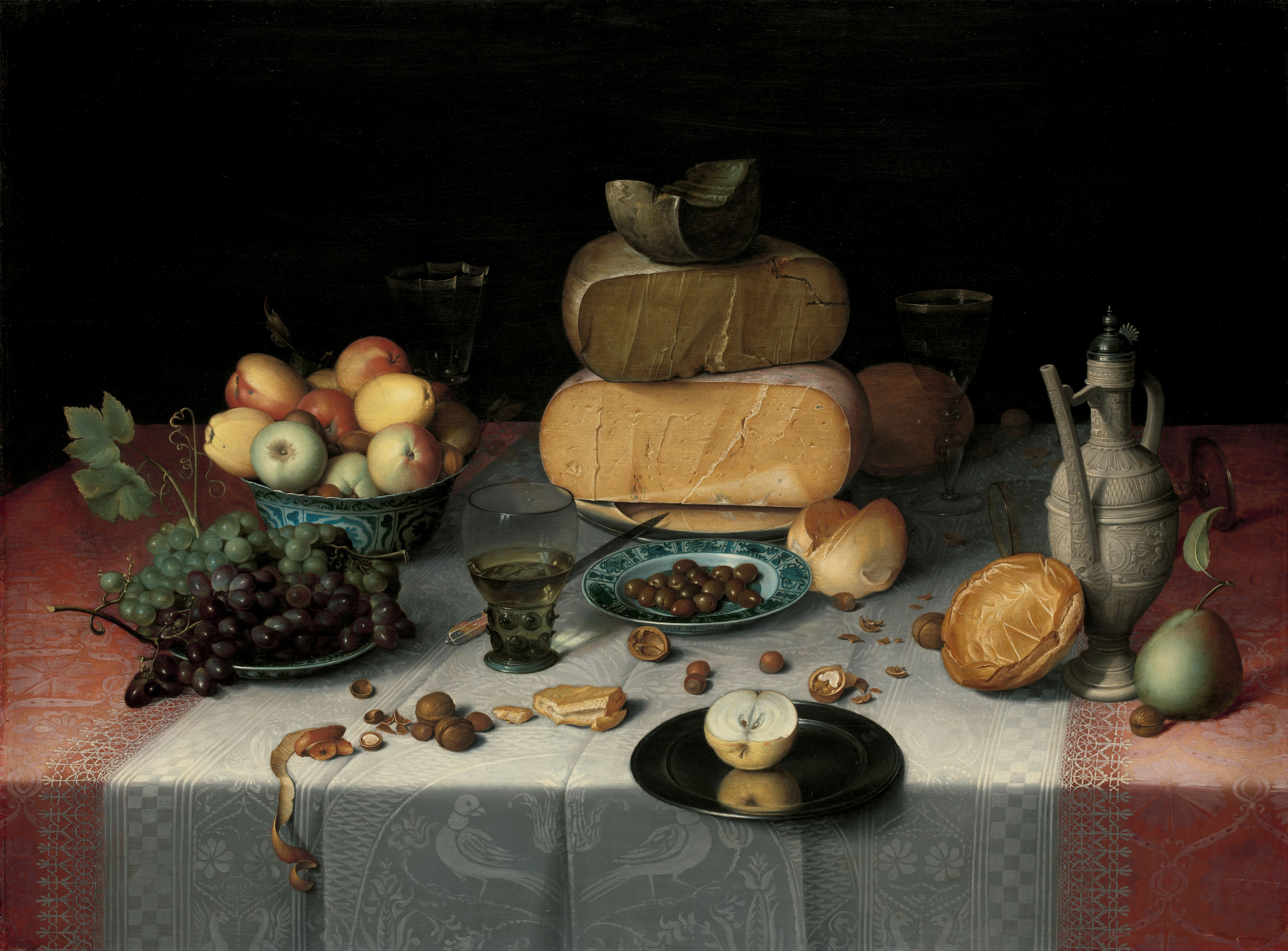
Floris van Dyck Stillleben mit Käse, Früchten u. a., ca. 1615, Rijksmuseum, Amsterdam
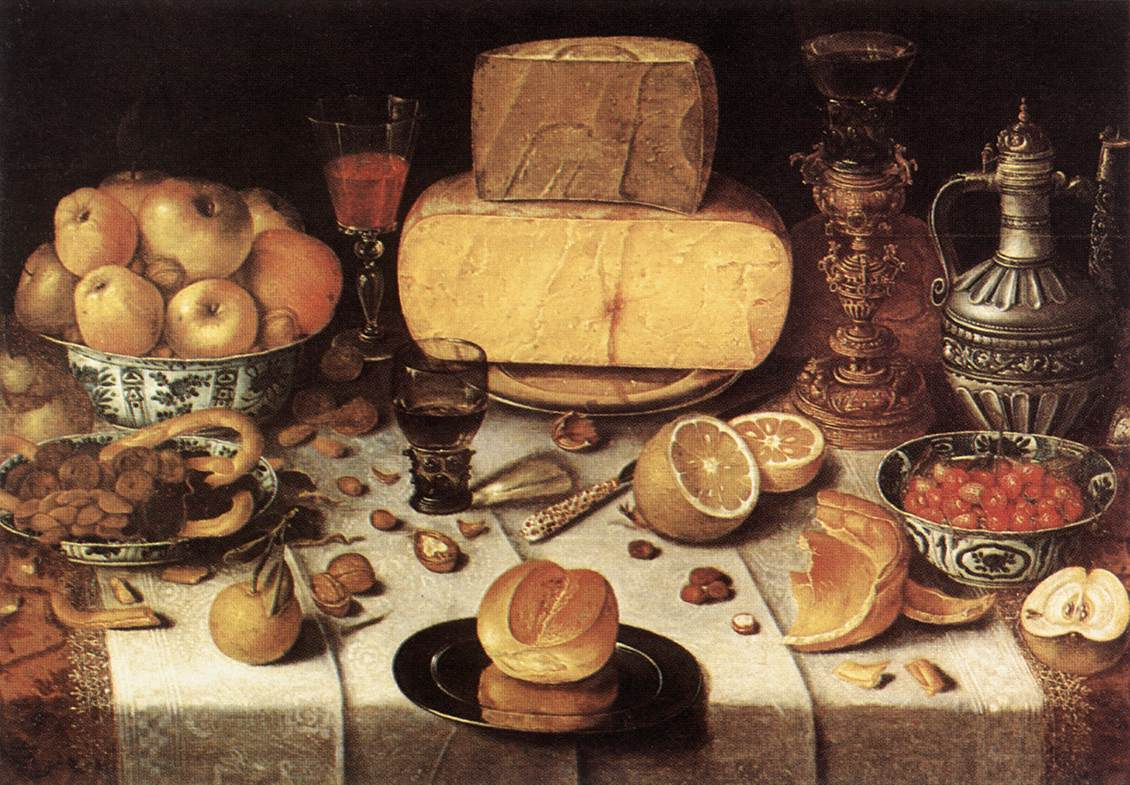
Nicolaes Gillis Stillleben mit Käse, Früchten u. a., ca. 1611, Frans-Hals-Museum, Haarlem
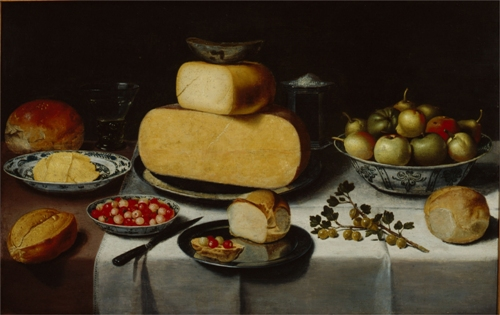
Floris van Schooten Stillleben mit Käse, Von der Heydt-Museum, Wuppertal

##### Monochrome Banketjes
In den 1620er und 1630er Jahren erfolgte eine drastische Umgestaltung des Mahlzeitstilllebens. Aus den Haarlemer Schautafeln wurden auf wenige Objekte reduzierte Arrangements – teilweise sogar ohne eine Mahlzeit – mit dem typischen von einem farblichen Grundton bestimmten Kolorit. Auch die Verlagerung des Blickpunktes nach unten ist ein wesentliches Charakteristikum und erzeugt in den Stillleben mehr Perspektive sowie in Kombination mit dem Hinzufügen von Gebrauchsspuren eine veränderte Wirkung im Sinne einer „zufallsbetonte[n] Momentaufnahme“. N.R.A. Vroom untersuchte diese bestimmte Form des holländischen Stilllebens und gab ihnen den Namen „Het Monochrome Banketje“. Als Hauptvertreter dieser besonderen Stilllebenmalerei gelten Pieter Claesz und Willem Claesz. Heda.

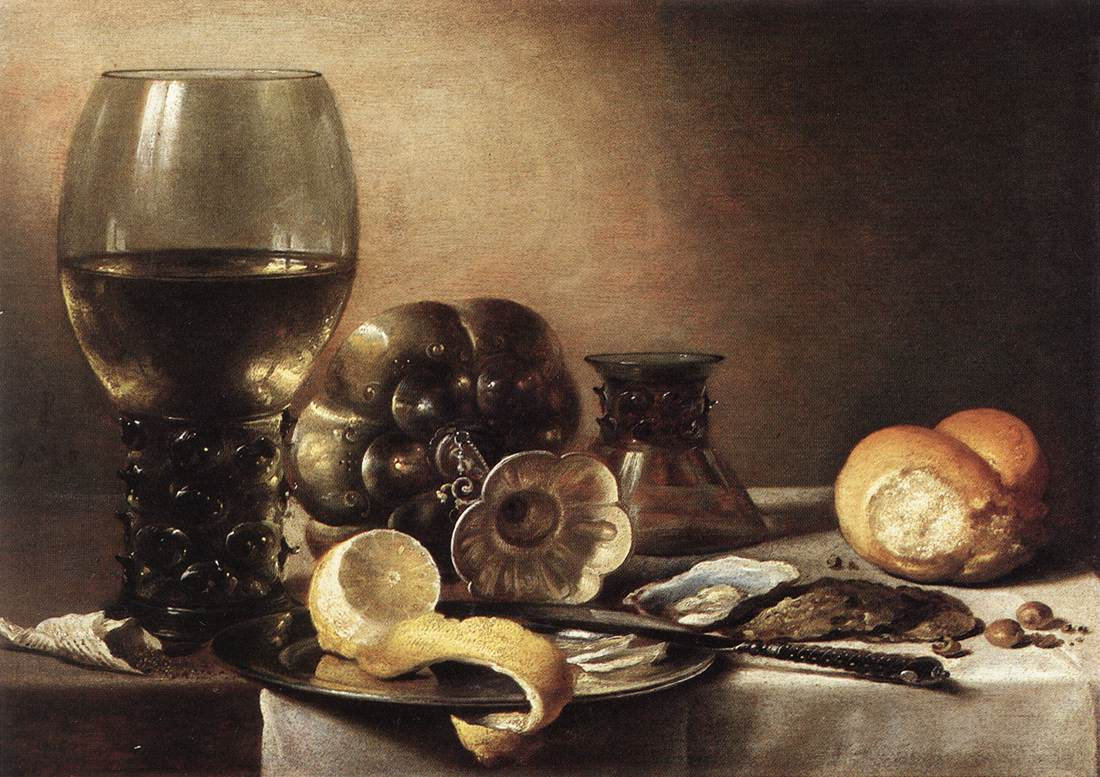
Pieter Claesz. Stillleben mit Austern, Römer u. a. 1633, Öl auf Holz, 38 × 53 cm, Staatliche Kunstsammlungen, Kassel
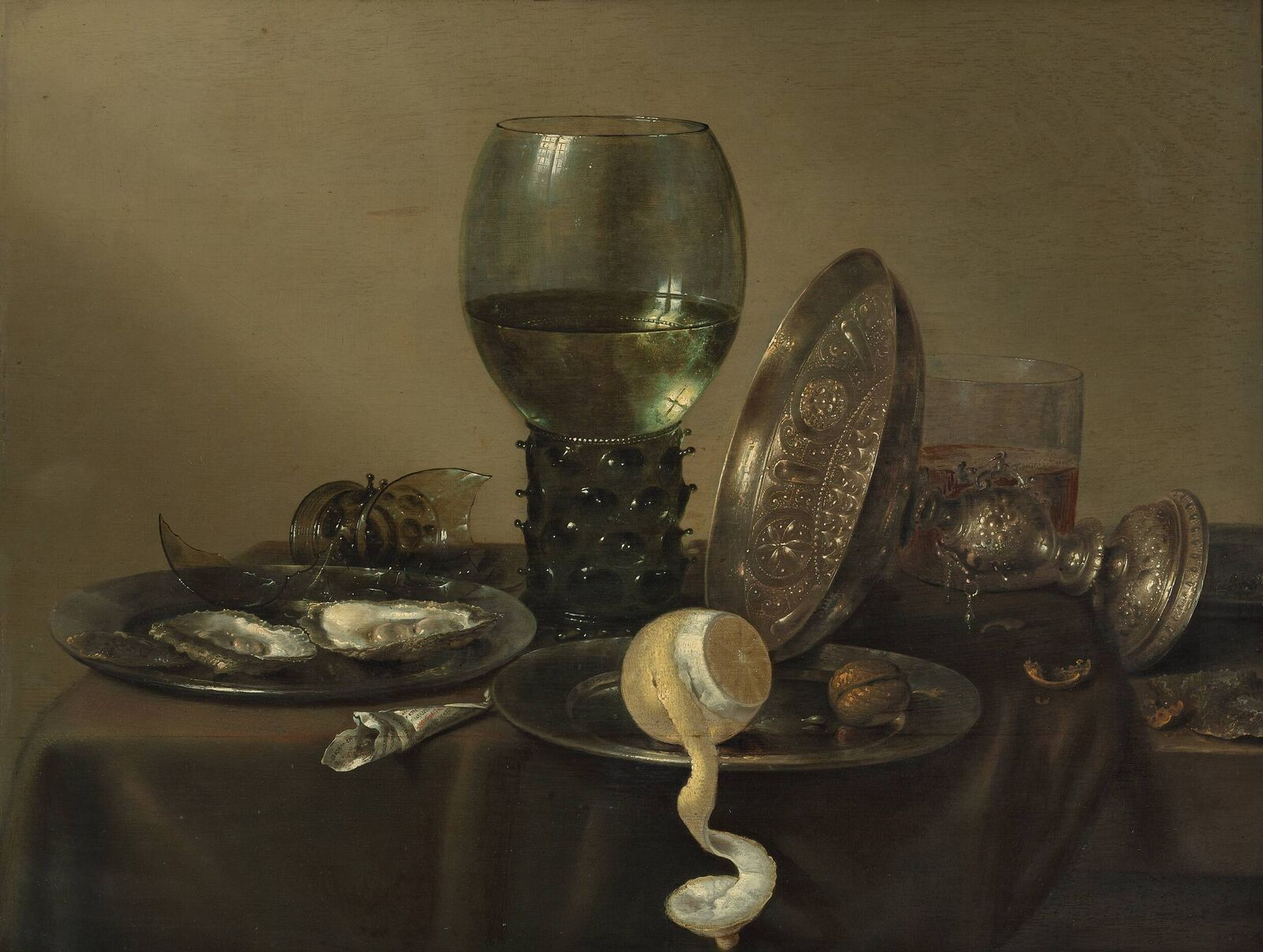
Willem Claesz. Heda, Stillleben mit Austern, 1634, Öl auf Holz, 43 × 57 cm, Museum Boijmans Van Beuningen, Rotterdam
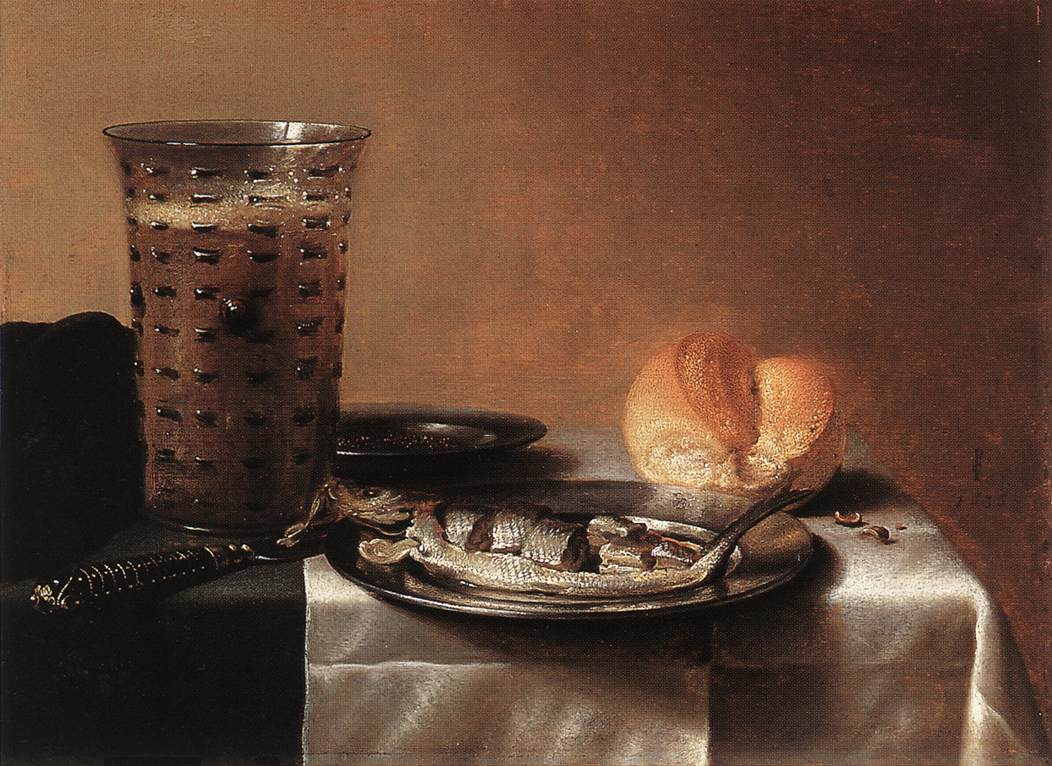
Pieter Claesz. Stillleben mit Hering, Bierglas und Brötchen, 1636, Öl auf Holz, 36 × 49 cm, Museum Boijmans Van Beuningen, Rotterdam
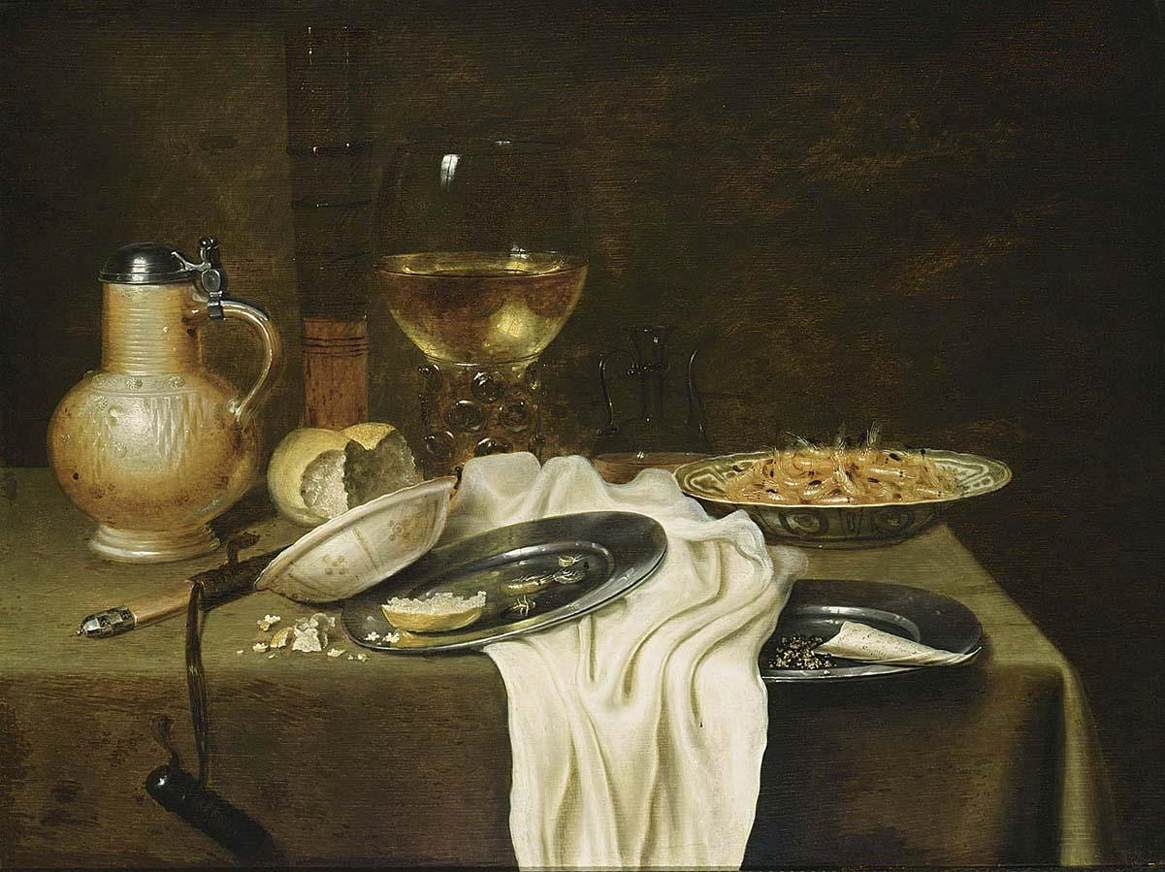
Maerten Boelema de Stomme Stillleben mit Garnelen u. a. ca. 1642–1644, Privatbesitz

##### Amsterdam und Leiden
Besonders in Amsterdam erfolgte eine Auseinandersetzung mit den monochromen Banketjes der Haarlemer Künstler. Vroom verwies dabei besonders auf Paulus van den Bosch, Laurens Craen, Jan Jansz. van de Velde (III), Jan Jansz. den Uyl und seinen Schüler Jan Jansz. Treck Neben dem Banketje übernahmen die Amsterdamer Künstler vor allem das Raucherstillleben, welches Pieter Claesz erst in seiner Reinheit schuf.
Eigenständige Qualitäten zeigen mit Abstand die Gemälde des Jan Jansz. den Uyl. Dieser orientierte sich nicht nur einseitig an den Haarlemer Mahlzeitstillleben, sondern verlieh diesen in der eigenen Umsetzung eine so beeindruckende persönliche Note, dass Neuerungen aus seinen Werken wiederum auf die in Haarlem tätigen Maler wirkten. Dass Jan Jansz. den Uyl ein Künstler mit sehr eigenständigen Qualitäten war, beweist auch der Fakt, dass er in seiner Malerei Tendenzen der folgenden Malergeneration bspw. eines Willem Kalfs vorwegzunehmen scheint.
Auch Jan Davidsz de Heem scheint sich in seiner Zeit in Leiden (1625 bis 1631) mit den Haarlemer Banketjes auseinandergesetzt zu haben. Zumindest ist der Einfluss seitens Jan Jansz. den Uyls auf den jungen Heem evident. Jan Davidsz. de Heem malte auch noch in Antwerpen, wo er sich von 1636 bis 1664 aufhielt, an die holländischen Banketjes erinnernde Arrangements. Diese wurden in den folgenden Jahren zusehends der flämischen Bildauffassung angepasst, welche letztendlich ab den 1640er Jahren in opulenten und farbintensiven Prunkstillleben kulminierten.

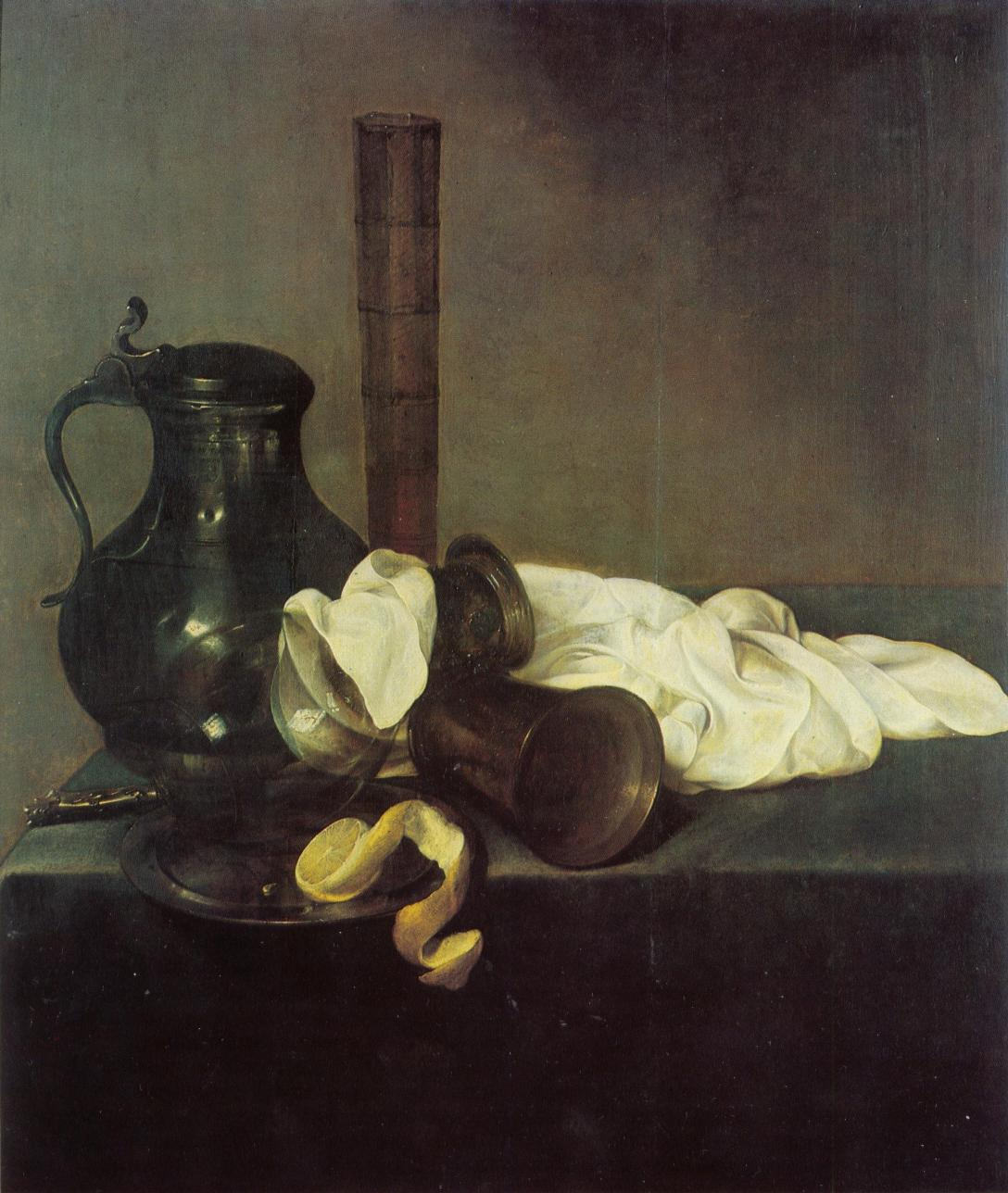
Jan Jansz. den Uyl Stillleben mit Zinnkanne, Flötenglas und Römer, 1637, Öl auf Paneel, 83 × 69 cm, Privatbesitz
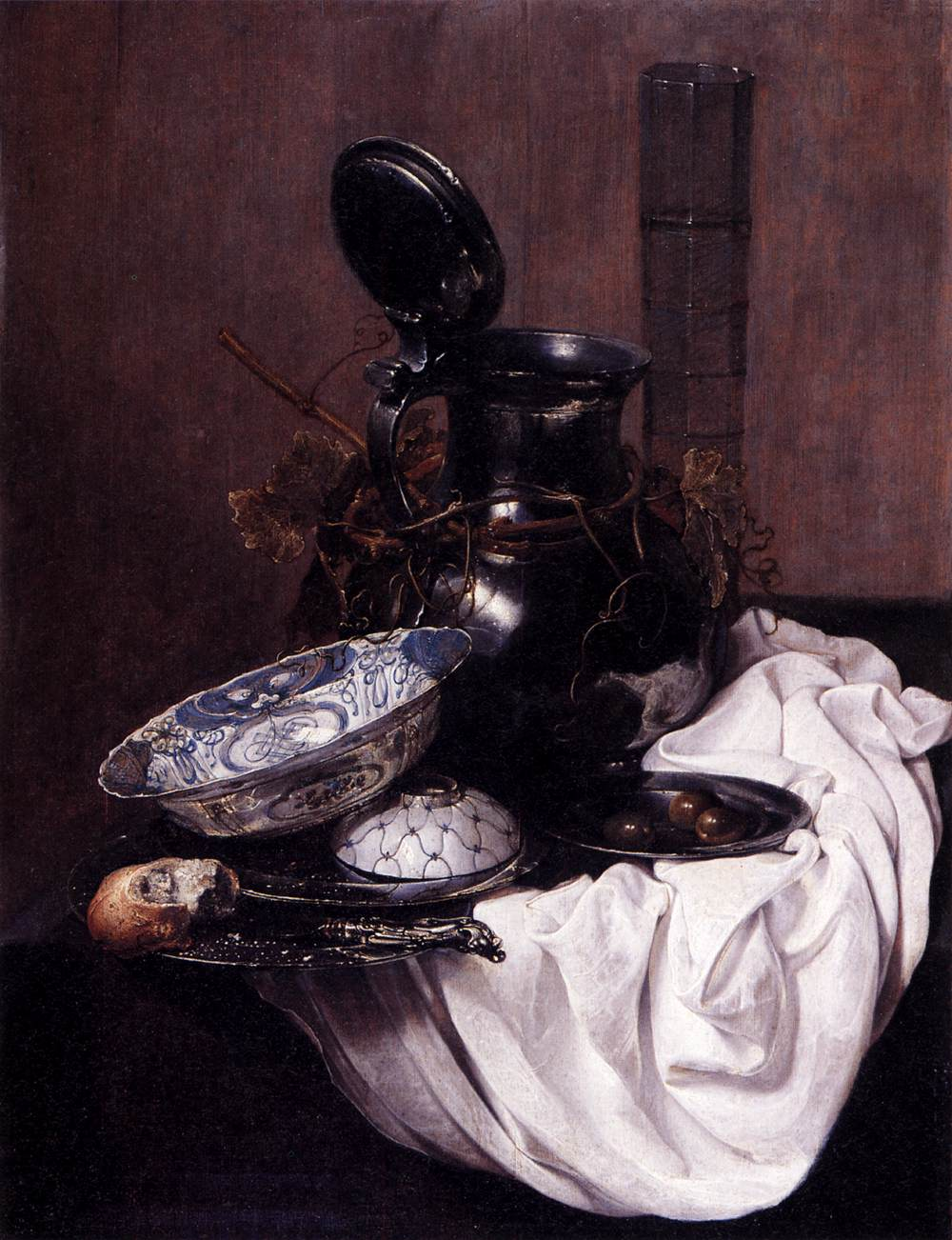
Jan Jansz. Treck Stillleben mit Zinnkanne, Messglas und Wanli-Schale, 1645, Öl auf Holz, 67 × 51 cm, Museum für Schöne Künste, Budapest
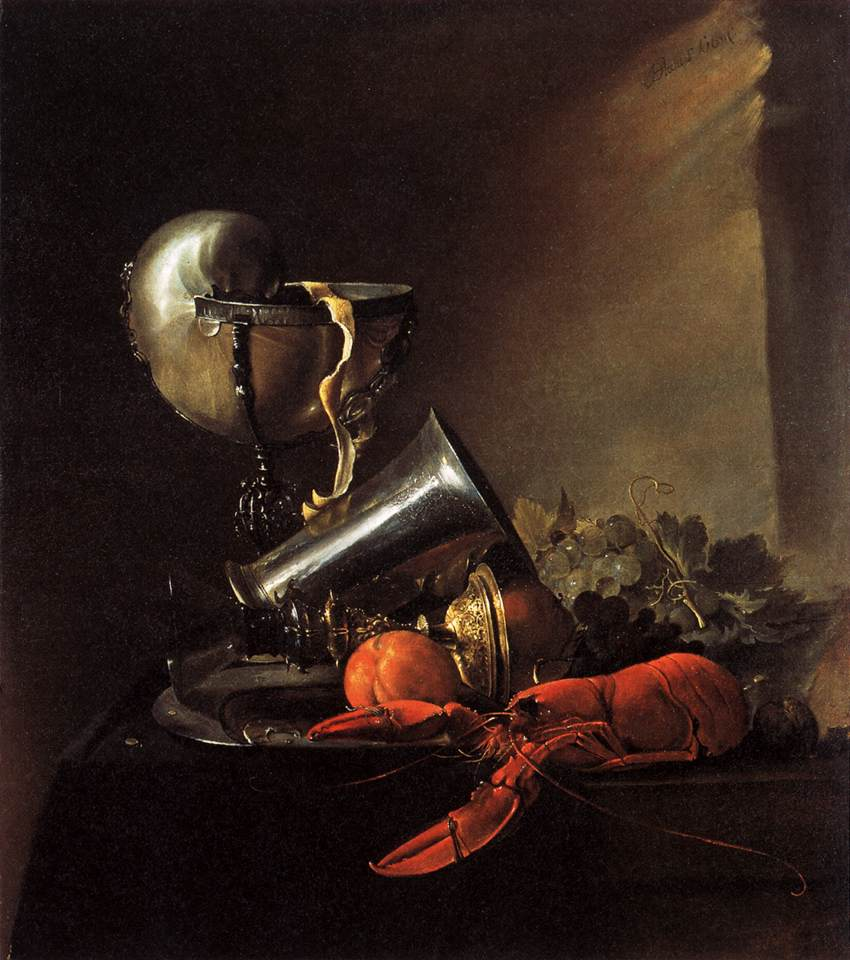
Stillleben mit Hummer und Nautiluspokal, 1634, Staatsgalerie Stuttgart, Stuttgart
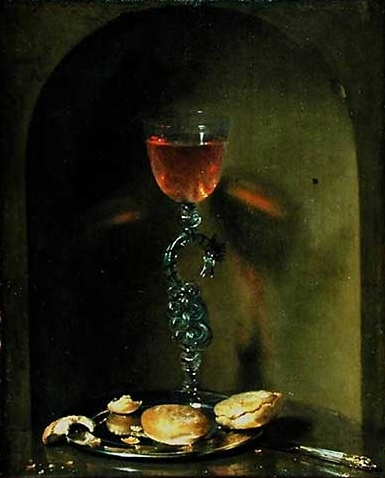
Simon Luttichuys Stillleben mit Weinglas (Schlangenvase), um 1650–1660, Öl auf Holz, 53,5 × 40,5 cm, Kunsthalle Hamburg

#### Deutschland
Generell gilt, dass der Einfluss der niederländischen Künstler im Europa des 17. Jahrhunderts allgegenwärtig war. Im deutschsprachigen Raum sind die gedeckten Tische bzw. Darstellungen von Imbissen von Peter Binoit, Gottfried von Wedig und Georg Flegel nennenswert. Alle waren direkt oder indirekt von den niederländischen Mahlzeitstillleben beeinflusst.
Georg Flegel sticht ebenso wie bei der zeitgenössischen Blumenmalerei durch eigenständige Qualitäten hervor. Georg Flegel spezialisierte sich als erster deutscher Maler auf die Darstellung von Nahrungsmitteln und Geschirr auf einem Tisch, nachdem er in der Linzer Werkstatt des niederländischen Malers Lucas van Valckenborch als Bildstaffierer tätig war. Seine Gemälde sind inspiriert von den frühen flämischen Banketjes. Flegel lässt in seinen Stillleben stets eine zeitlich etwas den holländischen Kollegen nachstehende Bildauffassung erkennen. Auch in seinem letzten Gemälde von 1638 präsentierte er die Gegenstände auf dem Tisch von einem hohen Blickpunkt. Diesen hatten die Maler von Banketjes in anderen Ländern bereits erfolgreich überwunden. Seine Gemälde haben aber auch individuelle Züge. Er malte bspw. Tafelgerät und Lebensmittel, die nur in Frankfurt am Main erhältlich waren. Darüber hinaus integrierte er Vögel in seine Gemälde und kam zu innovativen Ideen wie die Mahlzeit bei Kerzenschein oder das Arrangieren von Gegenständen in einem offenen Schrank. Die Farbigkeit in einigen seiner Werke der 1630er Jahre lässt sich möglicherweise auf eine Orientierung an den holländischen tonigen Mahlzeitstillleben zurückzuführen.
Auch die Mahlzeitstillleben des Peter Binoit, dessen Vater aus den Niederlanden ausgewandert war, erinnern an die flämischen Vorbilder. Er malte ähnlich wie Osias Beert oder Clara Peeters in seinem Gemälde in der Galleria Sabauda in Turin eine Tazza mit Zuckergebäck inmitten anderer Lebensmittel. Einfluss müssen aber auch die Haarlemer Schautafeln auf ihn gehabt haben, denn seine beiden Gemälde im Schwedischen Nationalmuseum und im Louvre zeigen charakteristische Merkmale dieser Art von Mahlzeitstillleben.
Ein weiterer Künstler, der sich als Maler von Banketjes in Deutschland einen Namen machte, ist der Kölner Gottfried von Wedig. Dieser stand mit seiner Malweise unter direktem Einfluss von Georg Flegel und den flämischen Stilllebenmalern. Die Idee der durch nächtlichem Kerzenschein beleuchteten Mahlzeit hatte er von Georg Flegel übernommen.
Über Georg Hinz ist leider nur wenig bekannt. Hinz etablierte wohl die Stilllebenmalerei in Hamburg. Sein Gemälde in der Hamburger Kunsthalle ist ohne die Kenntnis niederländischer Stillleben nicht möglich. Einerseits weisen hoher Blickpunkt und deutliche Schlagschatten auf frühe flämische und Haarlemer Banketjes. Andererseits beweisen geraffte Tischdecke, sichtbare Tischkante und das Hochformat eine Auseinandersetzung des Künstlers mit den reiferen reduzierten holländischen Imbissbildern der 1630er und 1640er Jahre.

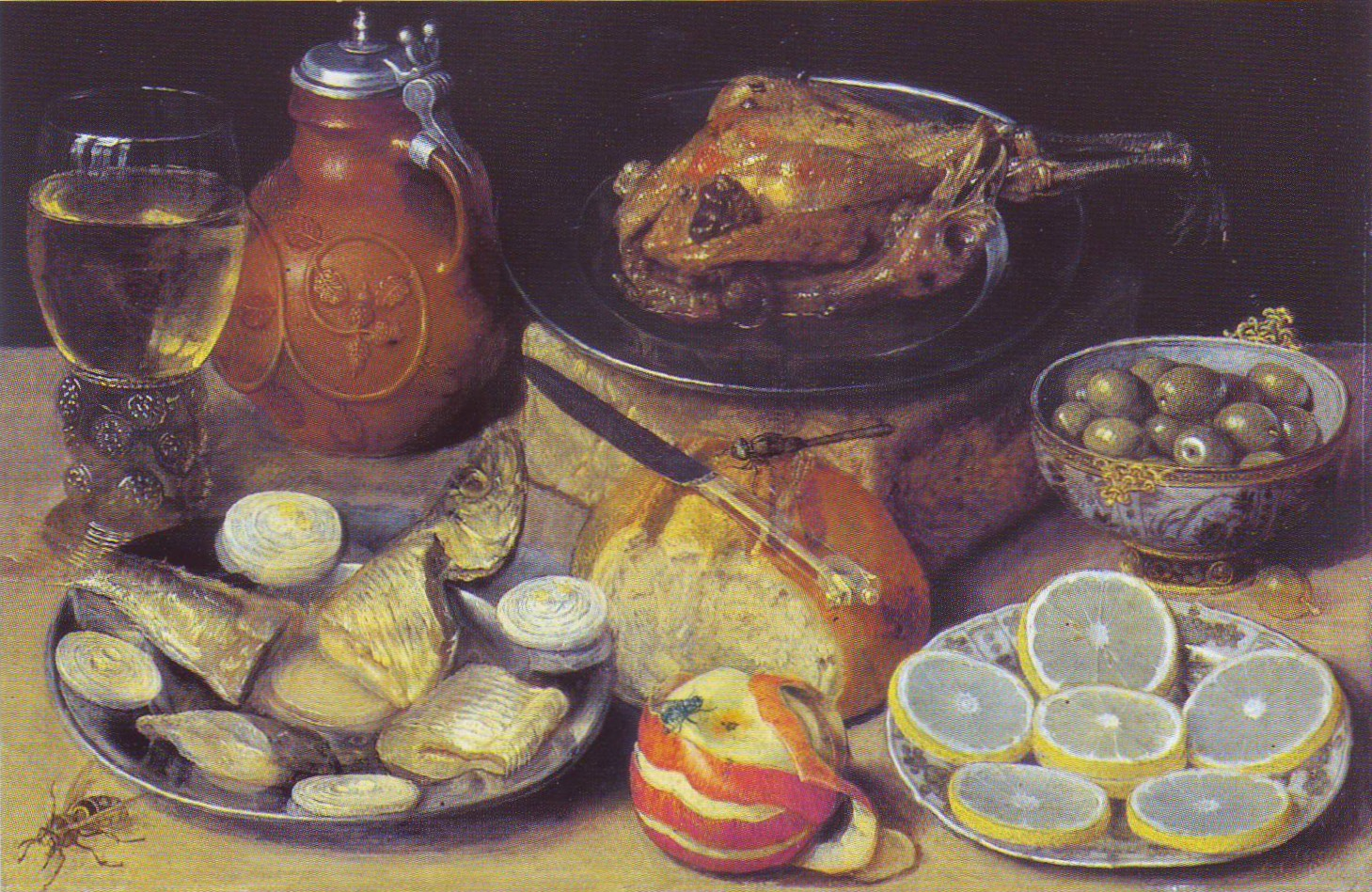
Georg Flegel Stillleben mit Braten, Fischmahlzeit, Wein u. a. 1638, Öl auf Kupfer, 29,5 × 46 cm, Sammlung Václav Butta
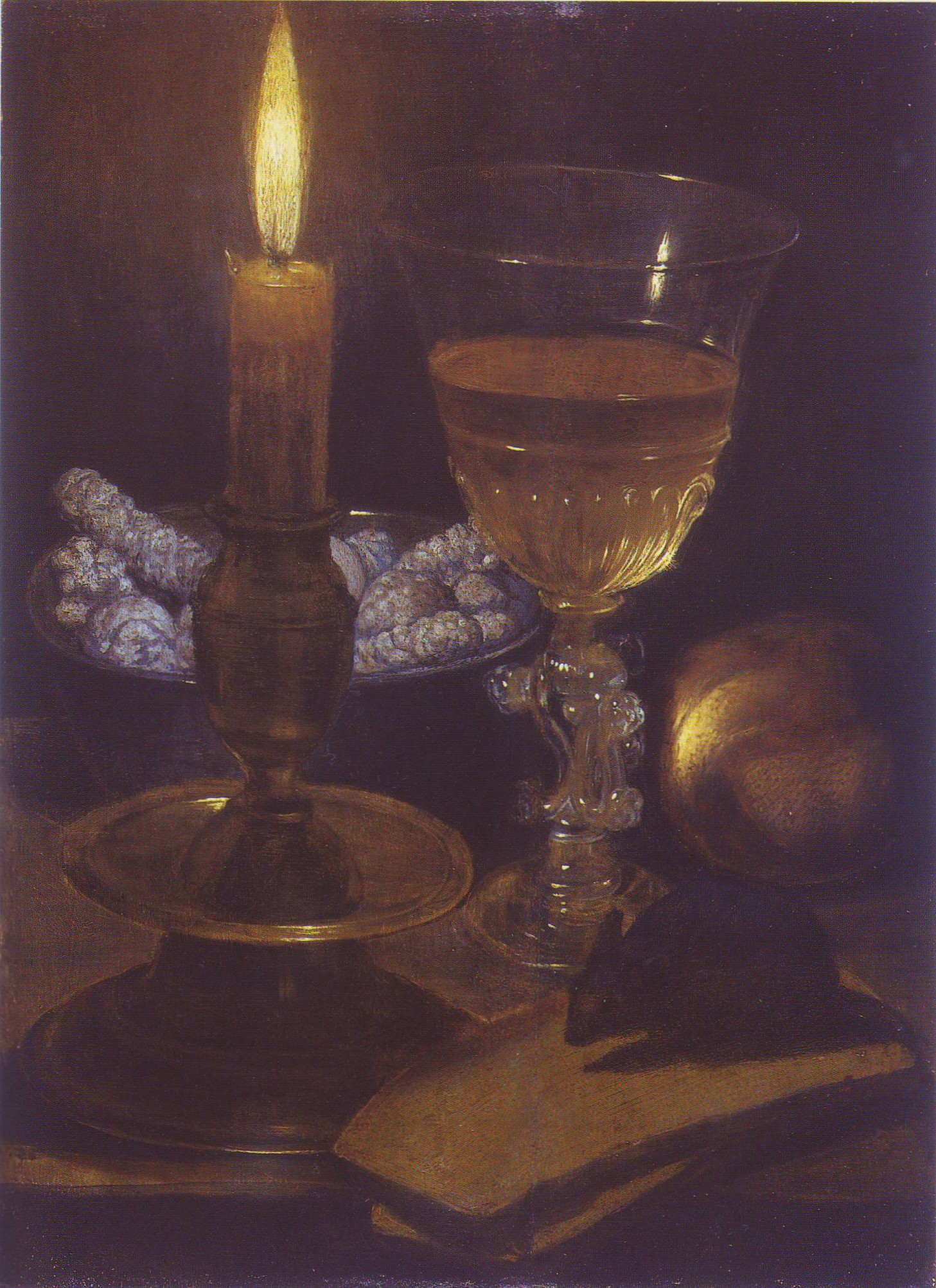
Georg Flegel Stillleben mit Zuckergebäck und Maus bei Kerzenschein, Öl auf Buchenholz, 21,9 × 15,8 cm, Privatbesitz
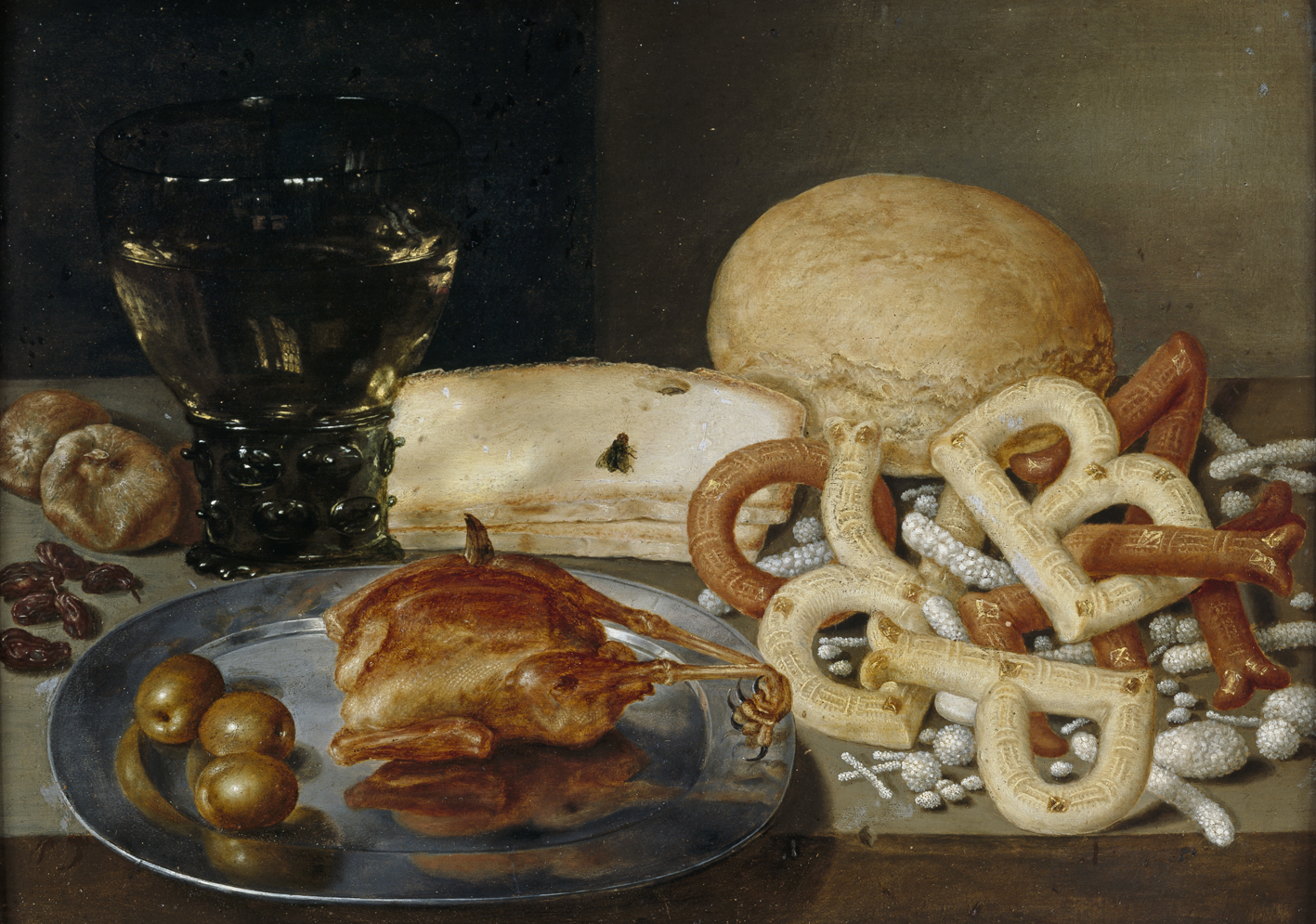
Peter Binoit Stillleben mit Feingebäck, ca. 1615, Groninger Museum, Groningen
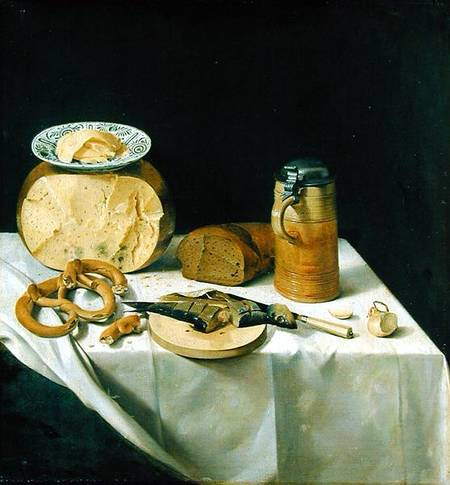
Georg Hinz Stillleben mit Hering, Käse, Brot und Bier, ca. 1662, Hamburger Kunsthalle

#### Spanien und Italien

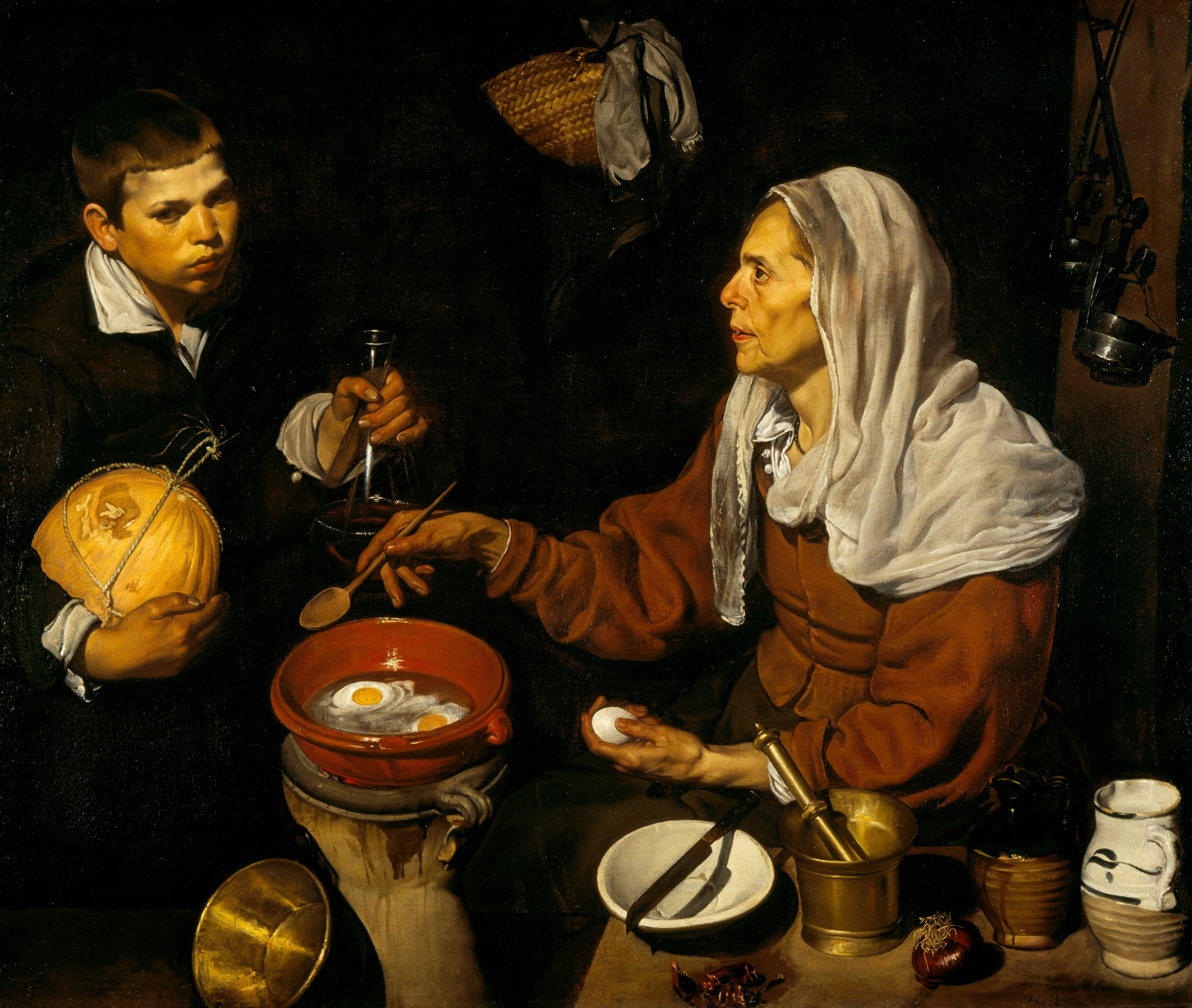
Diego Rodríguez de Silva y Velázquez
Die alte Köchin, ca. 1618, Öl auf Leinwand, 105 × 119 cm, Scottish National Gallery, Edinburgh

Das Mahlzeitstillleben ist inhaltlich verwandt mit den Bodegones. Das Wort, das im Spanischen „ärmliche Spelunke“ bedeutet, entwickelte sich zum Oberbegriff für die spanischen Früchte- und Mahlzeitstillleben. Gemeint sind hierbei alle Arten von gedeckten Tischen, Vorratskammern, Arrangements mit Mahlzeitgegenständen, Geschirr und Gerätschaften – mit und ohne Figuren. Die frühesten Bodegones sind die Stillleben von Juan Sánchez-Cotán. Dabei handelt es sich nicht um Darstellungen von Mahlzeiten bzw. fertigen Gerichten, sondern um sachliche Arrangements von verschiedenen Gemüsen und gelegentlich toten Tieren. Sein signiertes und datiertes Gemälde aus dem Jahr 1602 im Museo del Prado in Madrid zeigt in einer Steinnische verschiedene Gemüse wie Kardone, Karotten und Rettich, Früchte wie Zitrone und Äpfel als auch Geflügel. Bei seinen Gemälden handelt es sich nicht um Darstellungen von typischen spanischen Küchen, sondern um „mystisch gesteigerte Naturbeobachtung[en]“.
Auch die eher der Genremalerei zuzuordnenden Gemälde von Diego Rodríguez de Silva y Velázquez, die meist die Zubereitung von Mahlzeiten in Küchen thematisieren, werden als Bodegones bezeichnet. Es handelt sich dabei aber nicht um Mahlzeitstillleben im engeren Sinne – auch wenn die stilllebenartigen Arrangements wesentlicher Bestandteil dieser Gemälde sind. Reine Stillleben existieren jedoch von seinem Schüler Francisco de Palacios. In seinen Gemälden wird der Einfluss der Kücheninterieurs seines Lehrers offensichtlich. Die Objekte sind wie in den Gemälden von Velázquez um 1620 sehr sachlich und ohne übermäßige Überschneidungen geschildert. Der Farbauftrag mit dickeren Pinselstrichen lässt darüber hinaus auch den Einfluss des späteren Stils seines Lehrers erkennen. In diesen Kontext gehören auch die Werke des Francisco de Zurbarán, welcher jedoch nicht die Mahlzeit, sondern einzelne Früchte oder Gefäße thematisierte.
Als „bedeutendster spanischer Stilllebenmaler des 17. Jahrhunderts“ gilt Juan van der Hamen y León. Dieser wurde von seinem aus Brüssel stammenden Vater zum Maler ausgebildet und hatte in den Jahren 1622 bis 1628 eine große Werkstatt in Madrid. Auch in seinen, die Kostbarkeit betonenden, Gemälden werden die Gegenstände isoliert behandelt. Charakteristisch für Juan van der Hamens Gemälde ist das eingesetzte Tenebrismo – ein atmosphärisches Hell-Dunkel – sowie die von römischen Stilllebenmalern der Caravaggio-Nachfolge übernommene Schilderung der Objekte auf unterschiedlich hohen Steinpodesten. Die optisch reizvolle Wiedergabe von Glaspokalen mit ihren aus dem Dunkel hervortretenden Lichtreflexen übernahm er höchstwahrscheinlich von seinem flämischen Malerkollegen Osias Beert d. Ä.
Claus Grimm beobachtete für die spanische Stilllebenmalerei eine charakteristische Entwicklung, die von einer „starren, teilweise symmetrischen Reihung isolierter Gefäße“ zu einer „lockeren Zusammenstellung mit Überschneidungen und weicheren malerischen Übergängen“ führte. Letzteres ist in Werken des Malers Luis Eugenio Meléndez zu beobachten, die darüber hinaus neo-realistische Tendenzen aufweisen – ähnlich den Werken Chardins. Inhaltlich befassen sich die spanischen Mahlzeitstillleben vorrangig mit der Darstellung von Desserts und Konfekt – später, im Zuge der Rückbesinnung auf ländlich, rustikale Werte – auch mit bäuerlichen Mahlzeiten. Eine solch deutliche Differenzierung wie im Holland des 17. Jahrhunderts erfuhr das Mahlzeitstillleben in Spanien zu keiner Zeit – Ähnliches gilt für Italien und Frankreich.
Die italienischen und französischen Beispiele des Mahlzeitstilllebens entstanden unter direktem oder indirektem Einfluss der niederländischen Meister. Im Besonderen die italienische Malerei zeigte während des 17. Jahrhunderts kein wirkliches Interesse an den im Norden gefertigten Darstellungen von opulenten oder auch bescheiden gedeckten Tischen. Im 18. Jahrhundert gelang es jedoch dem in Rom arbeitenden Christian Berentz einen von ihm erfundenen „neuen Typus eleganter Gedeckter Tische“ zu etablieren. Der in Hamburg geborene Maler war Schüler des Georg Hinz und über diesen an den niederländischen Blumen- und Prunkstillleben geschult. Seine Malerei hatte wiederum auf Künstler wie Pietro Navarra, Maximilian Pfeiler, Gabriello Salci Einfluss. Die ebenfalls im 18. Jahrhundert tätigen Maler Giacomo Ceruti und Carlo Magini befinden sich mit ihren reduzierten, ländlich anmutenden gedeckten Tischen in der Einflusssphäre der Neuerungen in der Stilllebenmalerei ausgehend von Meléndez und Chardin.

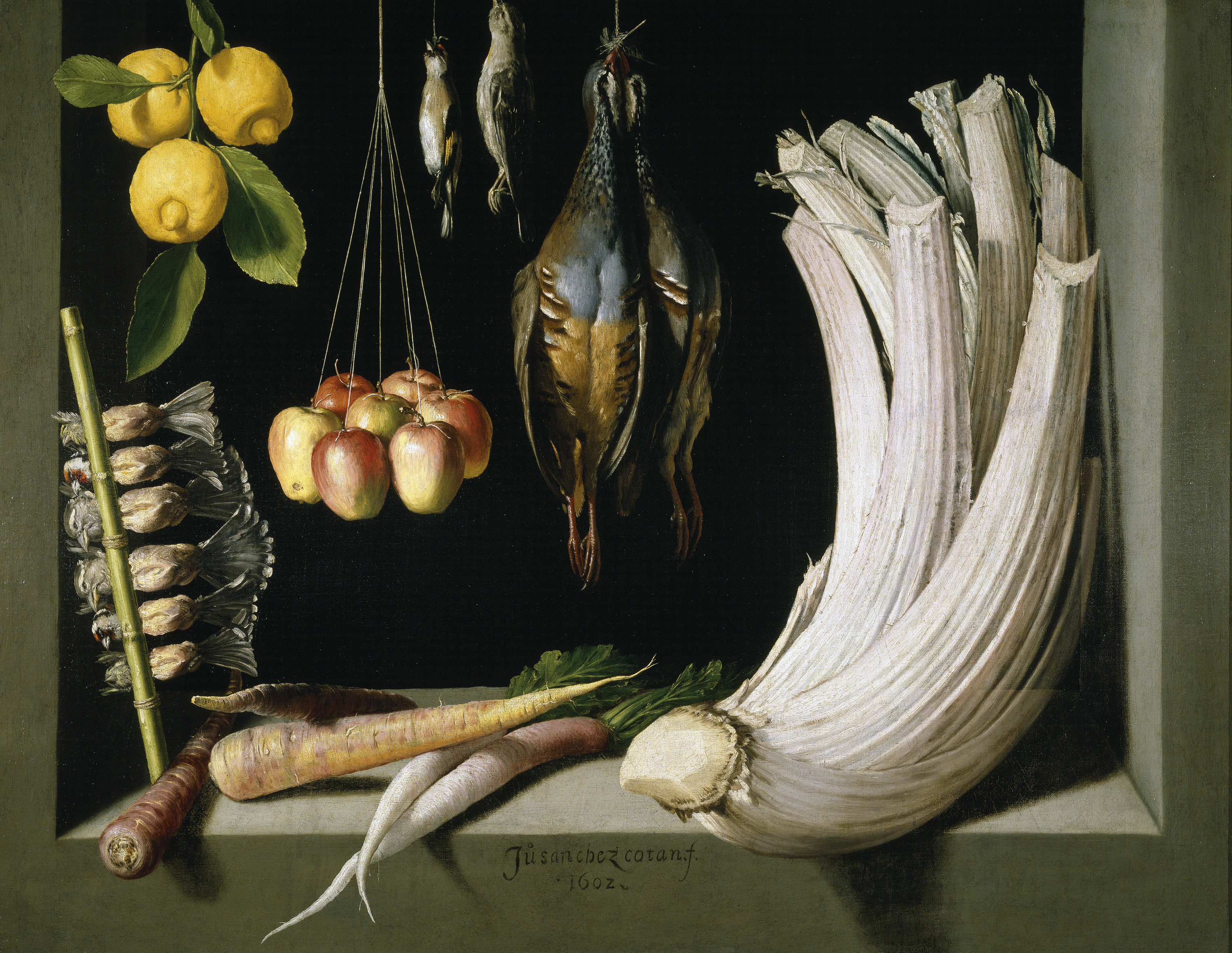
Juan Sánchez Cotán Stillleben mit Wildvögeln, Gemüse und Früchten, 1602, Öl auf Leinwand, 68 × 89 cm, Museo del Prado, Madrid
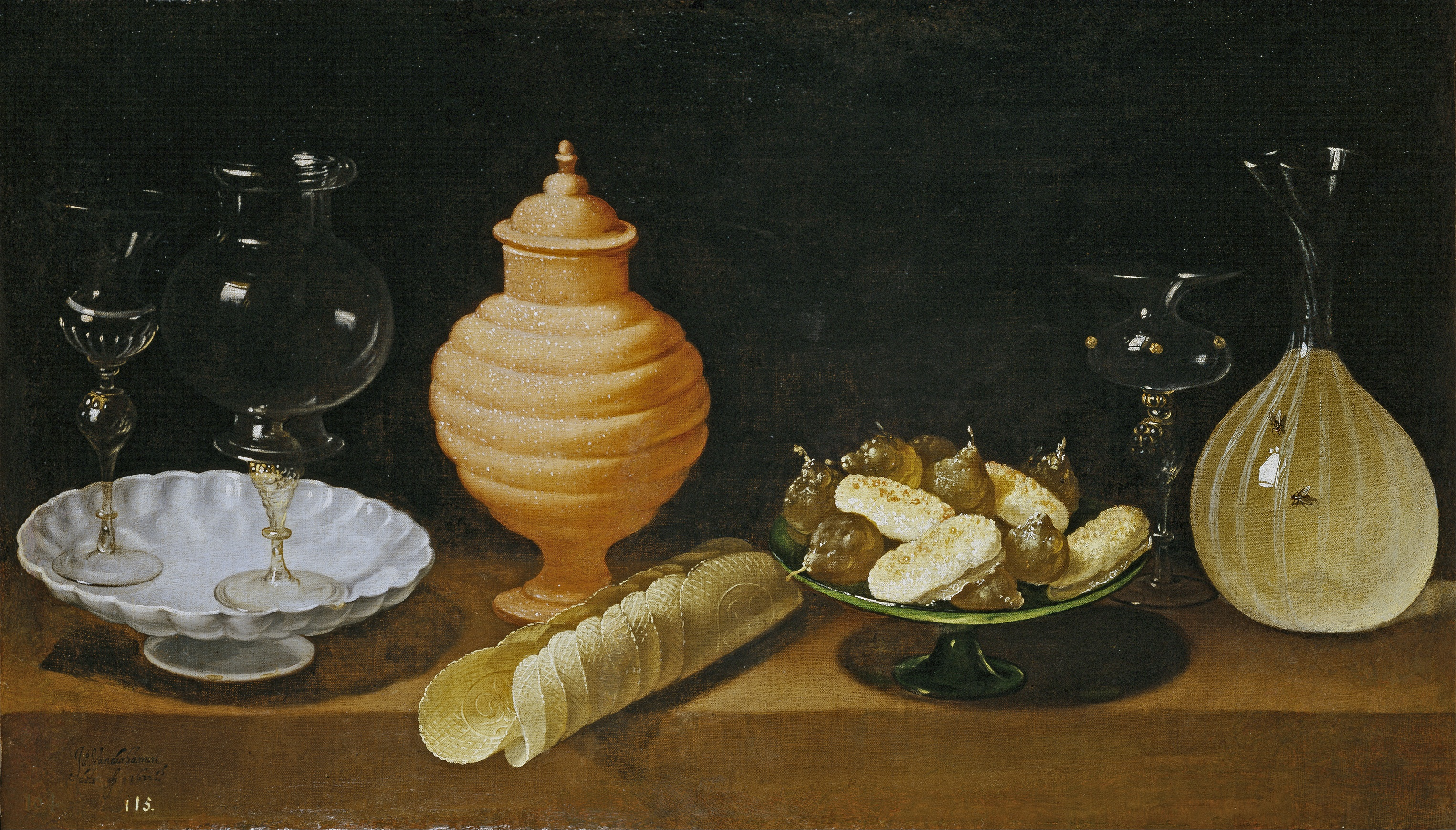
Juan van der Hamen y León Stillleben mit Süßgebäck, Schalen und Gläsern, 1622, Öl auf Leinwand, 52 × 88 cm, Museo del Prado, Madrid
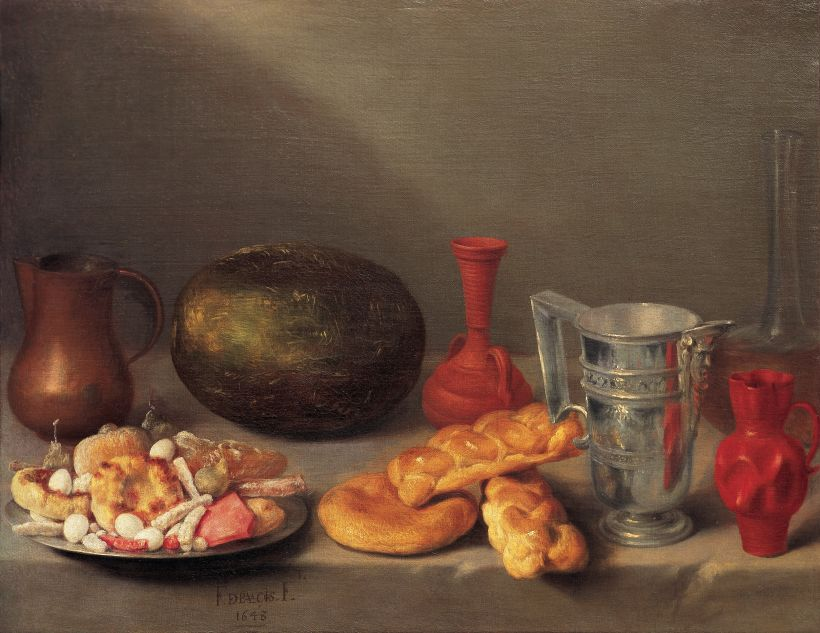
Francisco de Palacios Stillleben mit Gebäck, 1648, Öl auf Leinwand, 60 × 80 cm, Graf Harrach'sche Familiensammlung, Gemäldegalerie Schloss Rohrau
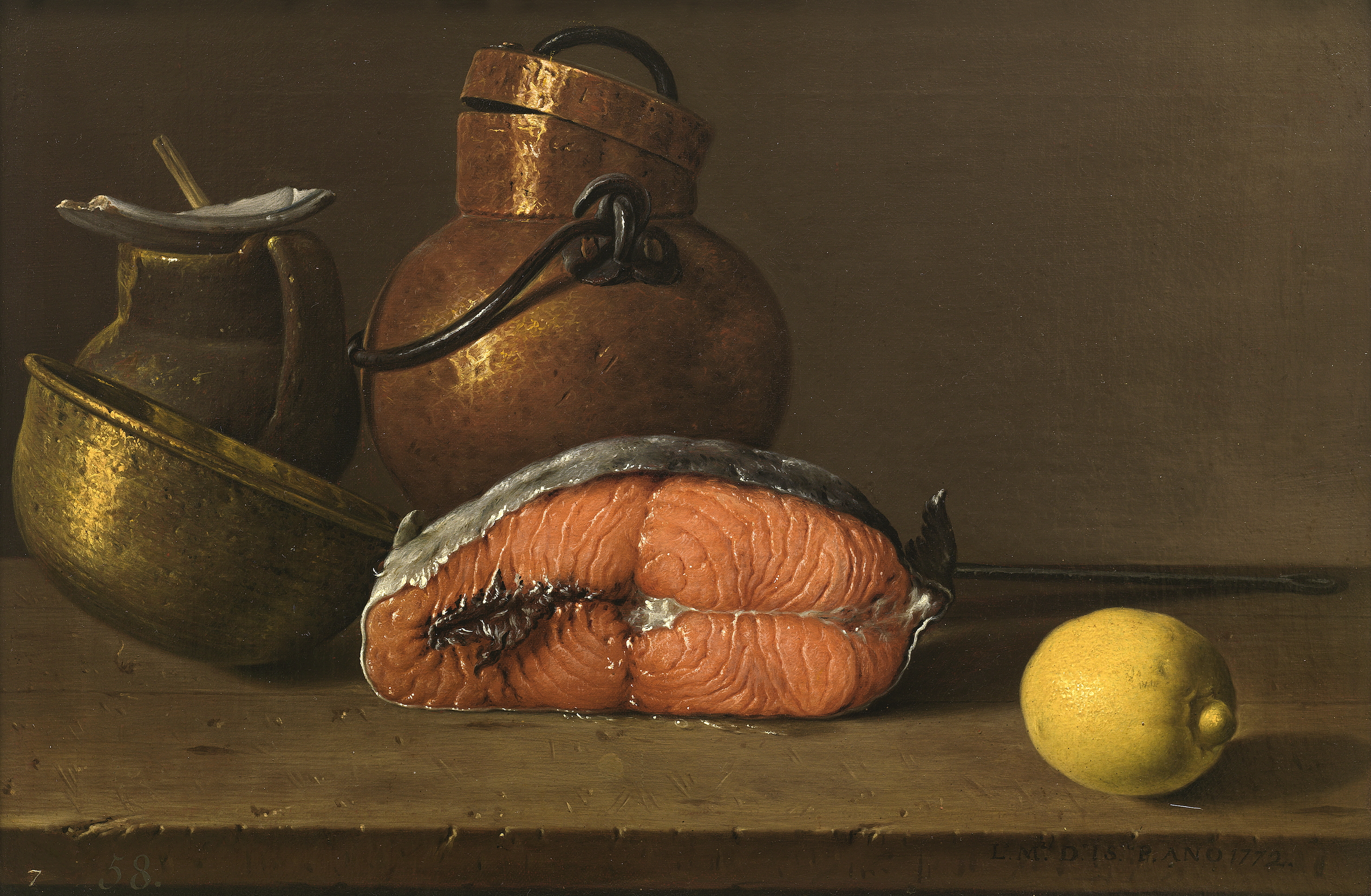
Luis Eugenio Meléndez Stillleben mit Lachs, Zitrone und Gefäßen, Mitte 18. Jahrhundert, Öl auf Leinwand, 42 × 62 cm, Museo del Prado, Madrid

#### Frankreich
Ein nennenswerter französischer Maler des Mahlzeitstilllebens ist der Elsässer Sebastian Stoskopff. Der Sohn niederländischer Emigranten wurde bei Daniel Soreau in Hanau ausgebildet und war in Venedig, Paris, Straßburg und Idstein tätig. Stoskopff brachte Elemente der Hanauer Malerei nach Frankreich, nahm aber auch französische Einflüssen – vor allem in Bezug auf Komposition und Farbgebung – auf. Er stand so in einem von wechselseitigem Einfluss geprägten Verhältnis mit den Künstlern Lubin Baugin, Louise Moillon und Jacques Linard. Von Sebastian Stoskopff sind nur wenige reine Mahlzeitstillleben bekannt. Die meisten seiner Gemälde werden dem Prunkstillleben zugeordnet, wobei besonders die Wiedergabe von Gläsern eine Spezialität Stoskopffs war. Das dem Maler zugeschriebene Gemälde in der Residenzgalerie in Salzburg spiegelt am deutlichsten Tendenzen des Mahlzeitstilllebens des 17. Jahrhunderts wider. Die typischen Wesenszüge der frühen flämischen Banketjes, die Stoskopff vermutlich über den Hanauer Kreis vermittelt wurden, lassen sich noch deutlich identifizieren. Diese verschmelzen in dem Gemälde mit Elementen der zeitgenössischen französischen Malerei. Augenfällig ist die Gestaltung des Raumes um den gedeckten Tisch herum mit einem detailliert wiedergegebenen Schrank und einem Regal über dem Arrangement, auf dem eine Spanschachtel liegt.
Im 18. Jahrhundert griff nochmals Alexandre-François Desportes als französischer Maler das Thema des Mahlzeitstilllebens auf. Diese Gemälde haben jedoch nur noch formale Übereinstimmungen mit den niederländischen Mahlzeitstillleben des 17. Jahrhunderts. Desportes' Gemälde, die wiederum ohne die Werke Pieter van Boucles nicht denkbar wären, besitzen eine rein dekorative Funktion. Die flämisch anmutende Farbigkeit und lockere Komposition lässt sich durch seinen flämischen Lehrer Nicasius Bernaerts herleiten, der seinerseits Schüler von Frans Snyders war.
Eine aus der Abbildung des Alltäglichen heraus entstandene Wiederentdeckung des Mahlzeitstilllebens stellen die Gemälde von Jean Siméon Chardin und von Künstlern, die von ihm beeinflusst wurden – wie beispielsweise die Malerin Anne Vallayer-Coster, dar. Diese Gemälde haben die Erstarrung in rein dekorativen Werten überwunden und zeigen die Mahlzeit als Bestandteil des Alltags. Atmosphäre und Ernsthaftigkeit war Chardin wichtiger als barocker Prunk und Dramatik.

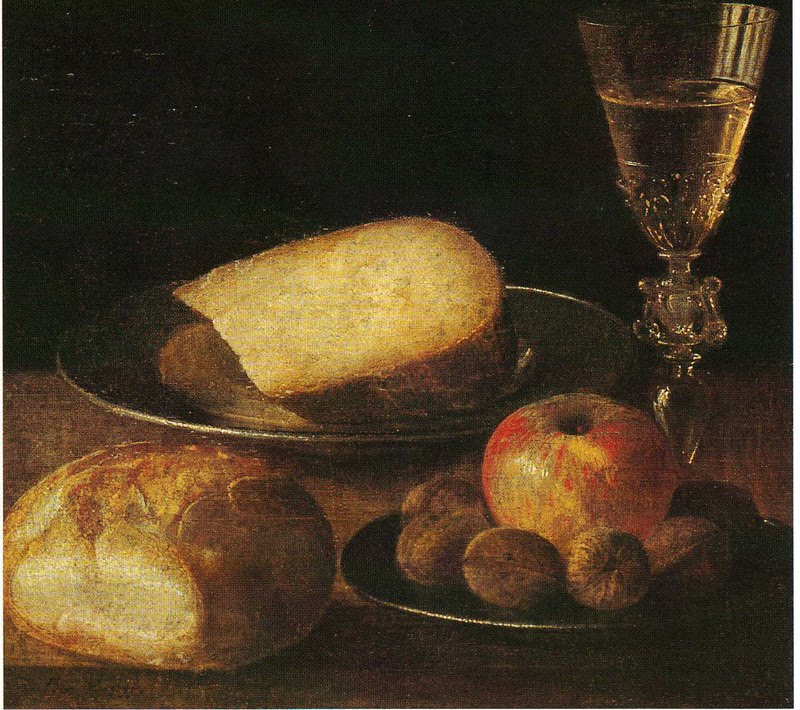
Sebastian Stoskopff Stillleben mit Käse, Brötchen und Wein, 1. Hälfte 17. Jahrhundert, Öl auf Leinwand, 28,5 × 31,5 cm, Musée des beaux-arts André Malraux, Le Havre
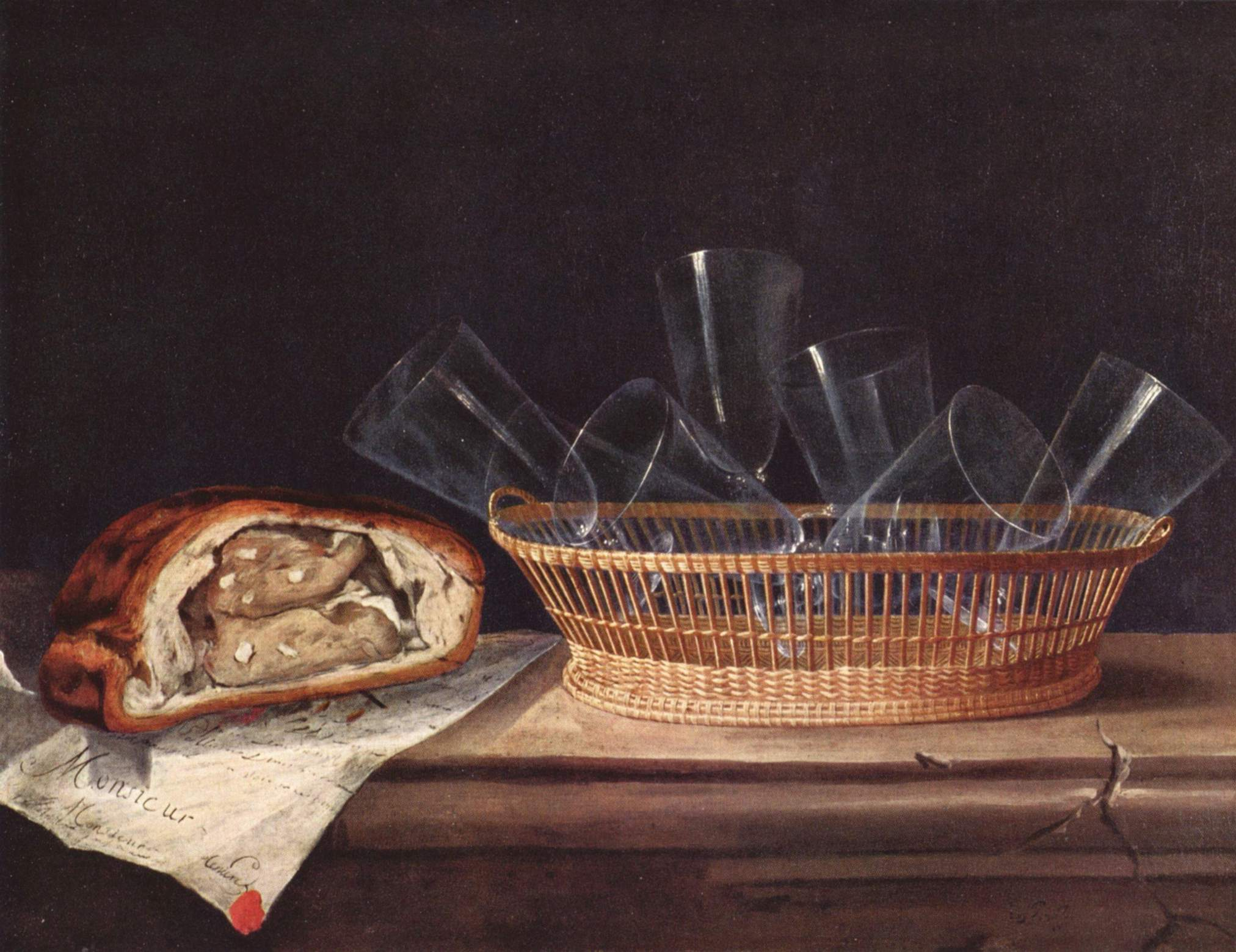
Sebastian Stoskopff Stillleben mit Pastete und einem Korb mit Gläsern, ca. 1640, Öl auf Leinwand, 50 × 64 cm, Musée des Beaux-Arts de Strasbourg, Straßburg
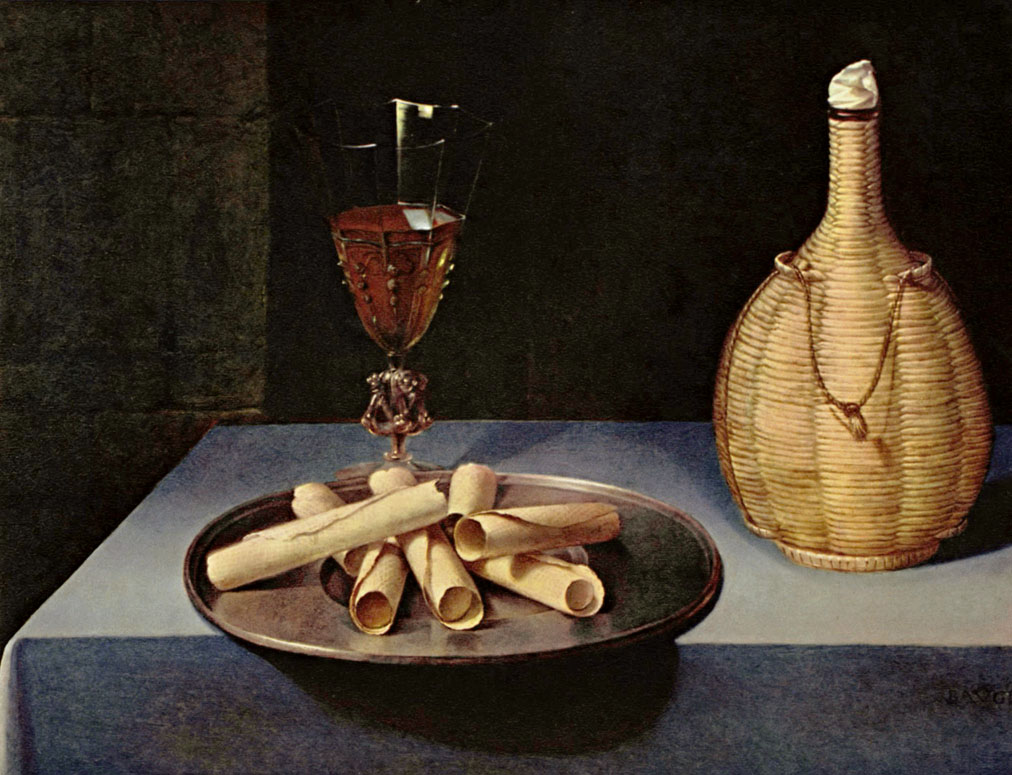
Lubin Baugin Der Nachtisch, Mitte 17. Jahrhundert, Öl auf Holz, 52 × 40 cm, Musée du Louvre, Paris
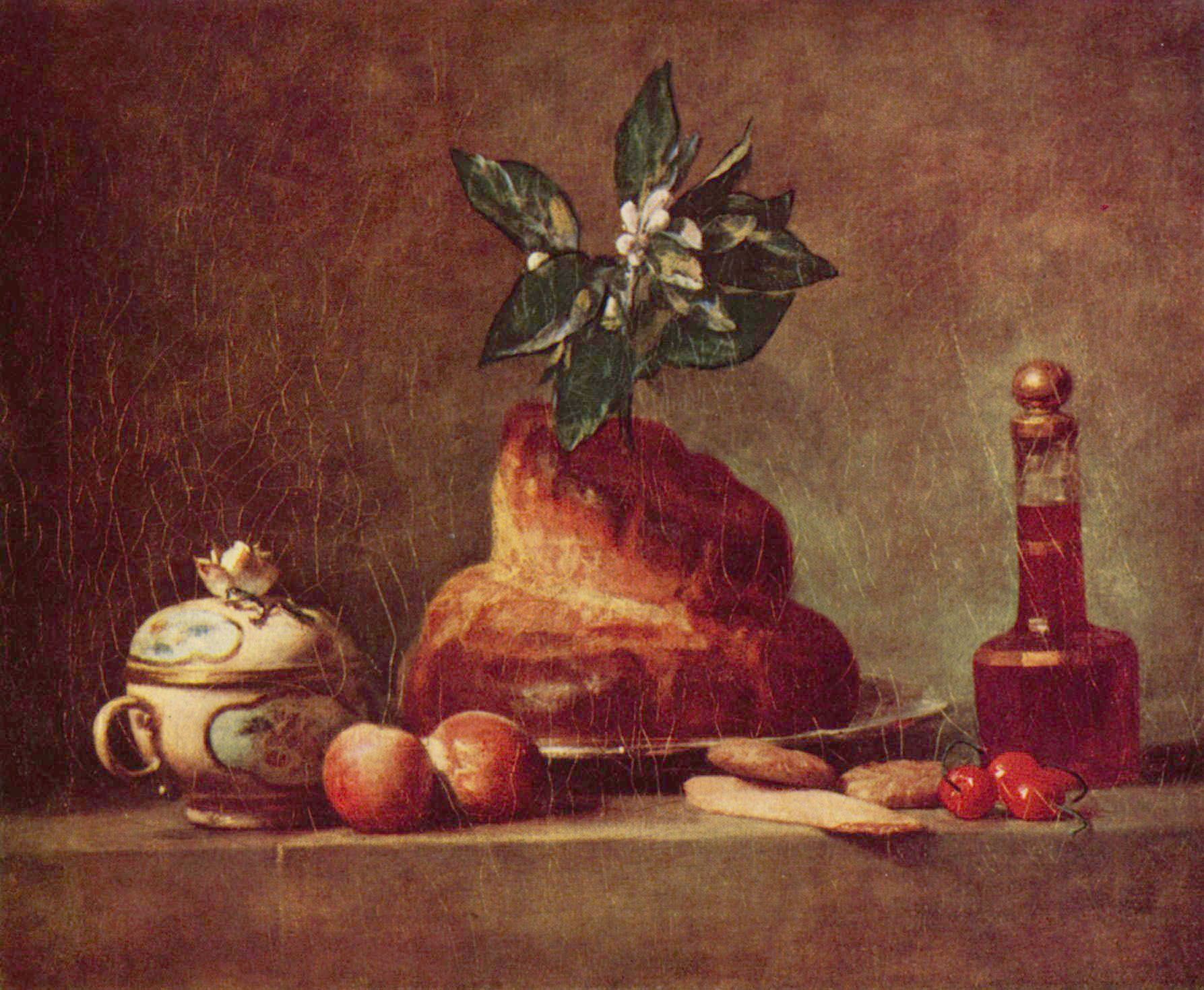
Jean Siméon Chardin Stillleben mit Brioche, 1763, Öl auf Leinwand, 47 × 56 cm, Musée du Louvre, Paris

## Fiktive Schautafel oder reelle Mahlzeit?

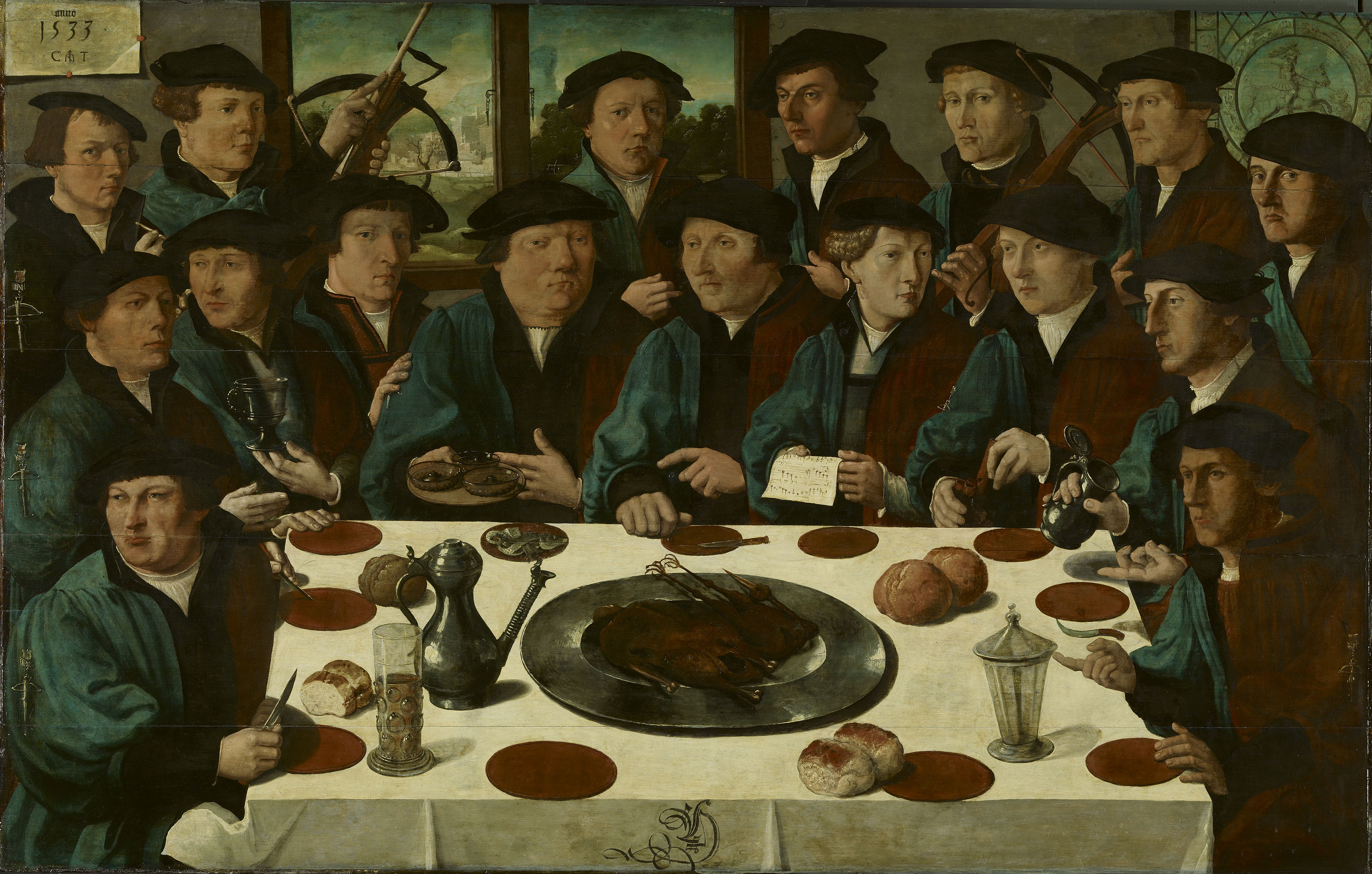
Cornelis Anthonisz.
Gruppenportrait der Amsterdamer Schützengilde, 1533, Öl auf Holz, 130 × 206,5 cm, Historisches Museum, Amsterdam

Eine definitive Aussage darüber, ob die Künstler in den Banketjes des 17. Jahrhunderts tatsächliche Mahlzeiten oder Abbilder des nur zur Ansicht präsentierten Wohlstands und Hausschatzes malten, kann nur vermutet werden und lässt sich durch historische Quellen nicht eindeutig klären. Besonders die frühen flämischen Banketjes und die Haarlemer Schautafeln geben diesbezüglich Rätsel auf. Die Bezeichnung als „Schautafeln“ oder „besondere Anrichte […] zum ausschließlichen Bestaunen“ gibt die Lesart vor.
Eine Interpretation der dargestellten gedeckten Tische als die Verbildlichung eines festlichen Buffets, wie es anlässlich einer Feier oder eines hohen Besuches tatsächlich für die Gäste hätte angerichtet werden können, wird von den meisten Kunsthistorikern abgelehnt. Wenn es sich um das Abbild von zeitgenössischen existierenden Tischen handele, dann höchstens in ihrer Funktion als rein repräsentative Anrichte bzw. Schautafel anlässlich von Hochzeiten, Taufen, Berufsjubiläen etc.
Gegen die Vermutung, dass es sich um reelle Bankette handeln könnte – lediglich ohne die Speisenden –, spricht der Fakt, dass auf den Tischen nicht genug Gläser, Teller und Besteck für mehrere Gäste vorhanden sind. Den Malern solcher Stillleben waren die Gruppenporträts des 16. Jahrhunderts bekannt. Diese zeigen, wie ein Tisch für mehrere Personen hätte eingedeckt werden müssen. Eines der zahlreichen Beispiele ist das Gruppenporträt der Amsterdamer Schützengilde von 1533 des Künstlers Cornelis Anthonisz. Hier besitzt jeder Tischgast zumindest einen eigenen Teller.
Ebenfalls gegen die Lesart als Abbilder reeller Mahlzeiten sprechen die in Familienporträts des 16. Jahrhunderts vorkommenden spärlich gedeckten Tische, die möglicherweise Vorbildcharakter hatten. Der Tisch im Vordergrund des Familienporträts des Maerten van Heemskerck von ca. 1532 ist nicht der Mittagstisch der porträtierten wohlhabenden Patrizierfamilie, sondern ein „symbolisches Mahl“ als Zeichen der Frömmigkeit. In diesen Kontext passen auch die als Vorstufen der Mahlzeitstillleben des frühen 17. Jahrhunderts geltenden Markt- und Küchenstücke von Pieter Aertsen und Joachim Beuckelaer. Diese üppigen Zusammenstellungen verschiedener Lebensmittel sind ebenso weit von der Wirklichkeit entfernt wie das symbolische Mahl in dem Familienporträt.

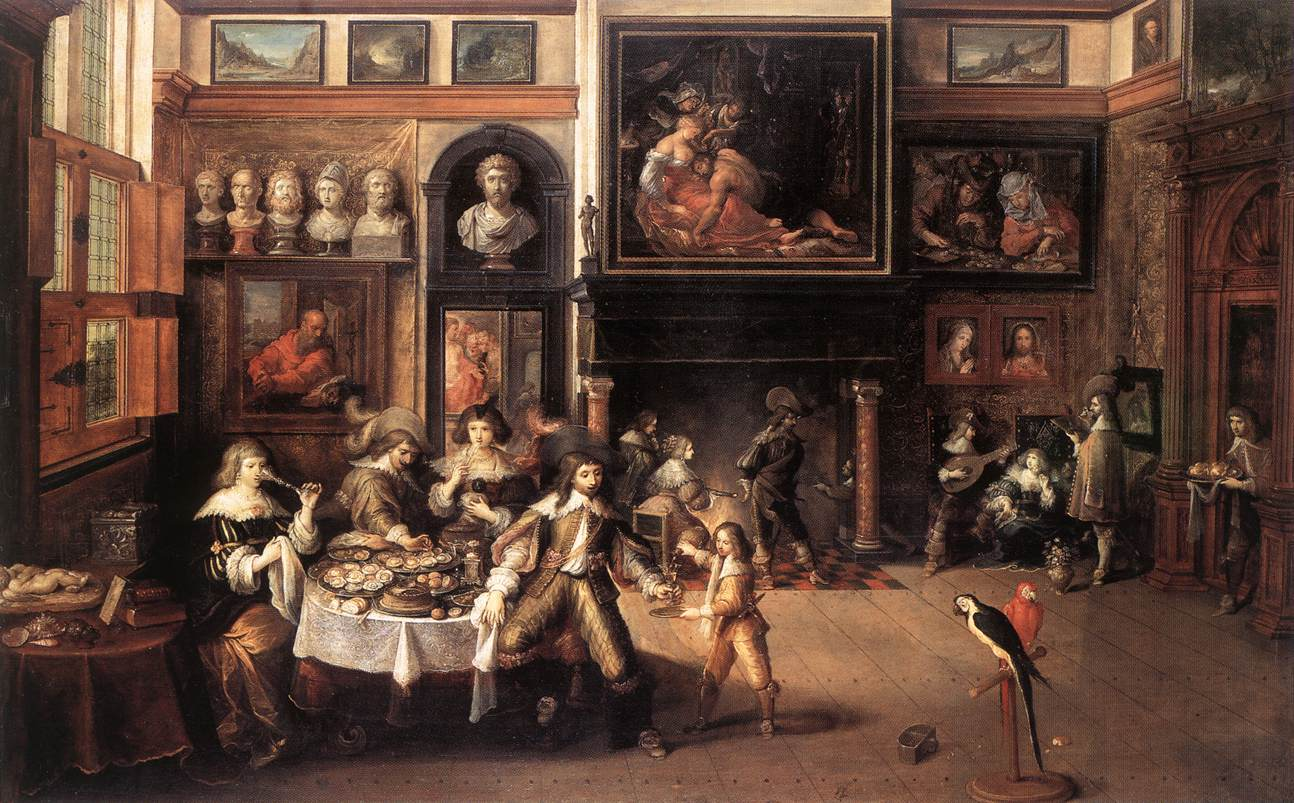
Frans II. Francken
Gastmahl im Hause des Bürgermeisters Rockox, ca. 1630–1635, Öl auf Eichenholz, 62,3 × 96,5 cm, Alte Pinakothek, München

Allerdings kann eine Interpretation der flämischen Banketjes und Haarlemer Schautafeln als Abbild reeller festlicher Buffets nicht definitiv ausgeschlossen werden. Ein Indiz, dass sich doch mehr Realität in den Stillleben verbirgt als angenommen, ist die Schilderung des Anrichtens der verschiedenen Lebensmittel selbst – also Äpfel in Schüsseln, das Brötchen auf dem Teller, Kirschen und Beeren in kleinen Schalen etc. Es liegt die Vermutung nah, dass zumindest diese Darstellungsweisen von reellen festlichen Tafeln abgeleitet wurden. Darüber hinaus wies Sybille Ebert-Schifferer darauf hin, dass die Lebensmittel in den Haarlemer Schautafeln wie Käse, Nüsse und Früchte als Dessert eingenommen wurden. Ähnliches muss für die flämischen Banketjes gelten mit ihrem Zuckergebäck, Austerntellern und Früchteschalen. Eine plausible Interpretation, die dem symbolischen Verweisen bestimmter Nahrungsmittel nicht entgegensteht, wäre eine Deutung dieser Tische im Sinne von Anrichten gutsituierter Bürger mit für die Gäste bereitgestellten Köstlichkeiten – im Sinne von Fingerfood. So ließe sich auch das „Fehlen“ von Geschirr erklären. Dass diese Deutung möglich ist, zeigt das Gemälde von Frans Francken d. J. in der Alten Pinakothek in München. In dem Gemälde von ca. 1630, welches den Empfangsraum des Bürgermeisters von Antwerpen Nicolaes Rockox darstellt, greifen die Gäste an dem mit Austerntellern – sicherlich übertrieben üppig – gedeckten Tisch beherzt zu.
Die Bildauffassung änderte sich im Laufe der 1620er und besonders in den 1630er Jahren gravierend. Die gedeckten Tische zeigen keine verschiedenen Teller und Schüsseln voller Lebensmittel mehr, sondern nur kleine – motivisch geordnete – Arrangements. Diese Thematisierung nach einzelnen Motiven hatte im Monochromen Banketje seinen Höhepunkt. Die tonigen Imbissbilder von Künstlern wie Pieter Claesz. oder Willem Claesz. Heda werden durch ein jeweiliges Hauptmotiv bestimmt. Dieses kann sein: die Früchtepastete, der Teller mit Meeresfrüchten (vornehmlich Austern), eine Fischmahlzeit, ein Schinken mit dazugehörigem Senftöpfchen oder ein Braten. Die symbolischen Verweise sowie das Repräsentationsbedürfnis sind noch stets Teil der Bildaussage. Allerdings benötigte der Maler dafür nicht mehr eine Fülle von Tellern und Schüsseln prall gefüllt mit diversen Lebensmitteln, sondern lediglich eine Zwischenmahlzeit kombiniert mit einem Glas Wein oder Bier. Die abstrakten Schautafeln wurden zu „zufallsbetonte[n] Momentaufnahme[n]“ spontaner Nahrungsaufnahme umgeformt.
Auch diese Gemälde sind Werke des Ateliers. Dies bedeutet, dass – ebenso wie bei den frühen Banketjes – keine realen Mahlzeiten abgemalt wurden. Aber es gibt auch keinen Grund, zu negieren, dass die Künstler bei der Komposition der Gemälde eine reale Mahlzeit vor ihrem geistigen Auge hatten. Die These, dass die Banketjes bzw. Ontbijtjes der 1620er, 1630er und 1640er Jahre Mahlzeiten, wie sie in der Realität existiert haben, darstellen, unterstützen die zeitgenössischen Genredarstellungen. Ein Meister der Alltagsbeobachtung war der Maler Jan Steen, welcher selbst ein Gasthaus führte. Sein Gemälde einer dem Betrachter Austern anbietenden jungen Frau von 1658 im Mauritshuis zeigt im Vordergrund ein Arrangement bestehend aus Austernteller, dem dazugehörigen Pfeffer, einem Messer, einer Kanne, einem Brötchen und einem Glas mit Wein. Dies als Schaubuffet oder fiktives Mahl auszulegen, ist nicht möglich. Das Gemälde ist eine auf Leinwand festgehaltene Vorstellung des Künstlers, um bestimmte Inhalte zu transportieren. Aber für diesen Zweck wurde die Realität kopiert – mit einer reellen Mahlzeit. Auch andere Hauptmotive des Mahlzeitstilllebens des 17. Jahrhunderts wie der Schinken oder die Pastete sind in den Genregemälden zu finden.
Ab den Stillleben von Jean Siméon Chardin und definitiv ab dem Stillleben als Probierfeld für Farbmodulationen oder emotionale Konzepte im 19. Jahrhundert erübrigt sich die Frage, ob der Künstler hier reelle Objekte oder Situationen abbildete. Bei den Stillleben im Realismus, Impressionismus oder Expressionismus ist das Abbilden der realen Sache eine Voraussetzung. Das Mahlzeitstillleben ist in diesen und folgenden Stilrichtungen nur sporadisch anzutreffen.

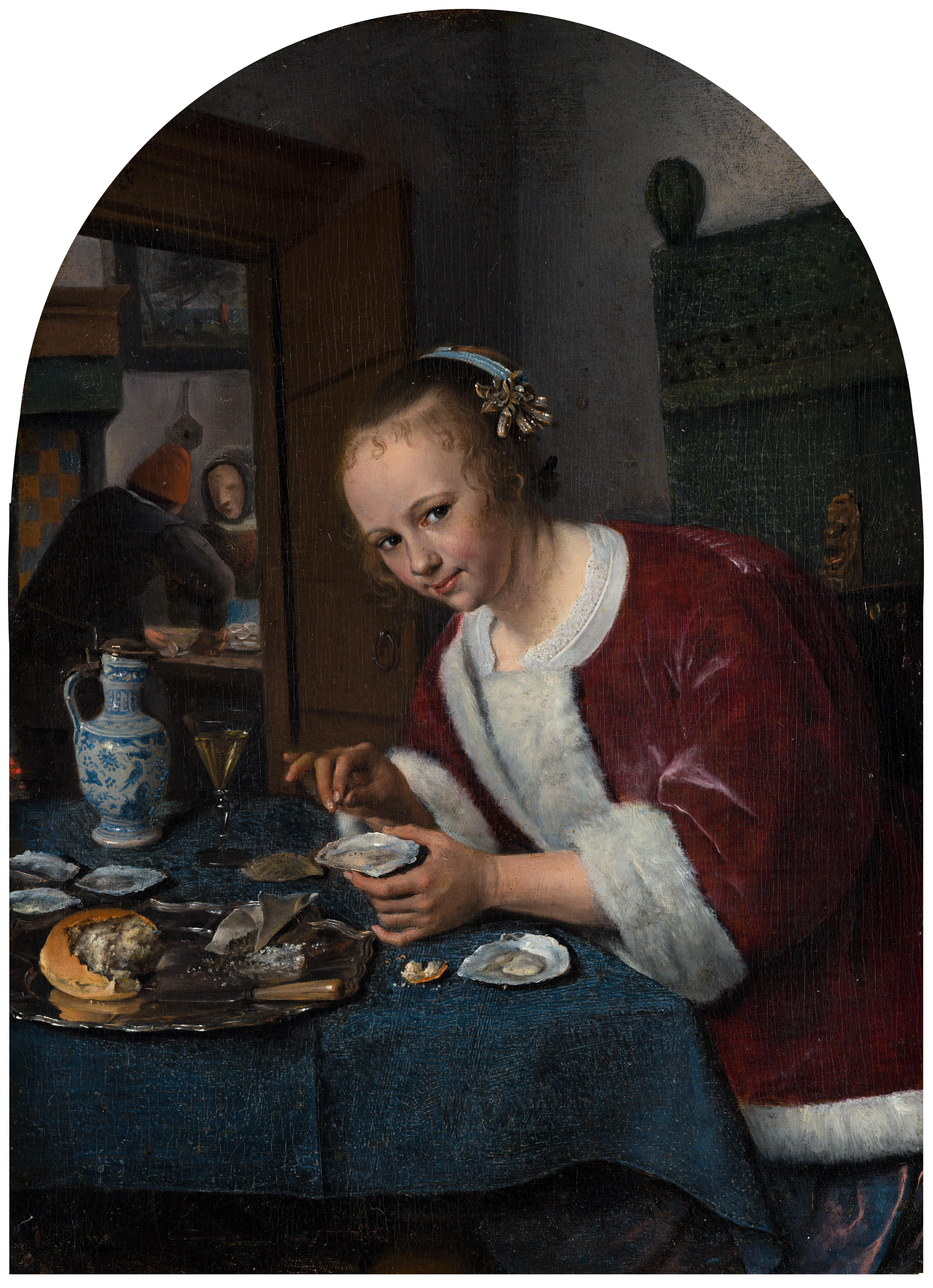
Jan Steen Mädchen mit Austern, ca. 1658, Öl auf Holz, 20,5 × 14,5 cm, Mauritshuis, Den Haag ↓
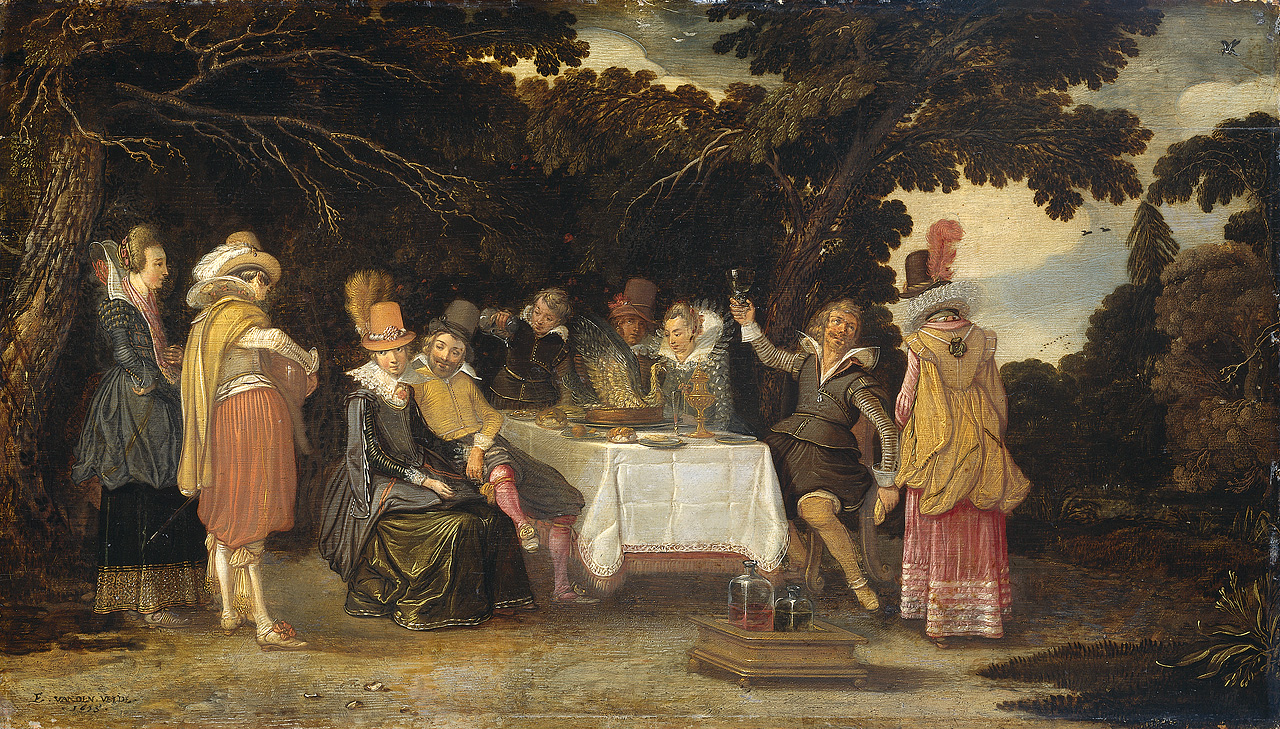
Esaias van de Velde Fröhliche Gesellschaft im Freien, 1615, Öl auf Holz, 34,7 × 60,7 cm, Rijksmuseum Amsterdam ↓
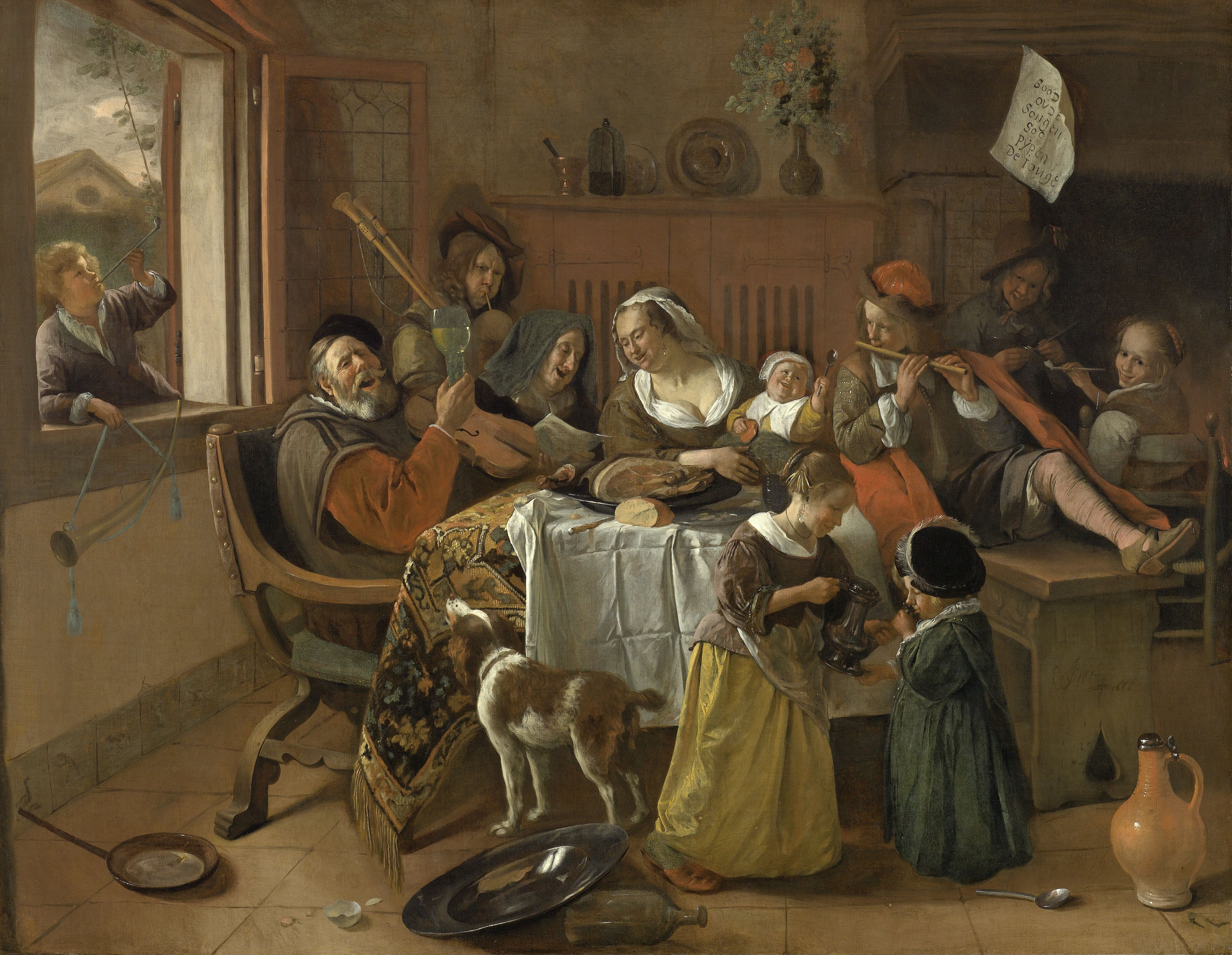
Jan Steen Die fröhliche Familie, 1668, Öl auf Leinwand, 110,5 × 141 cm, Rijksmuseum Amsterdam ↓
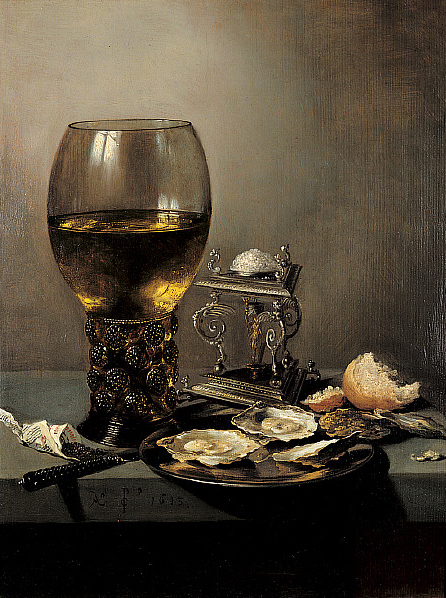
Pieter Claesz. Stillleben mit Austern, 1645, Öl auf Holz, 62,2 × 48,3 cm, Saint Louis Art Museum
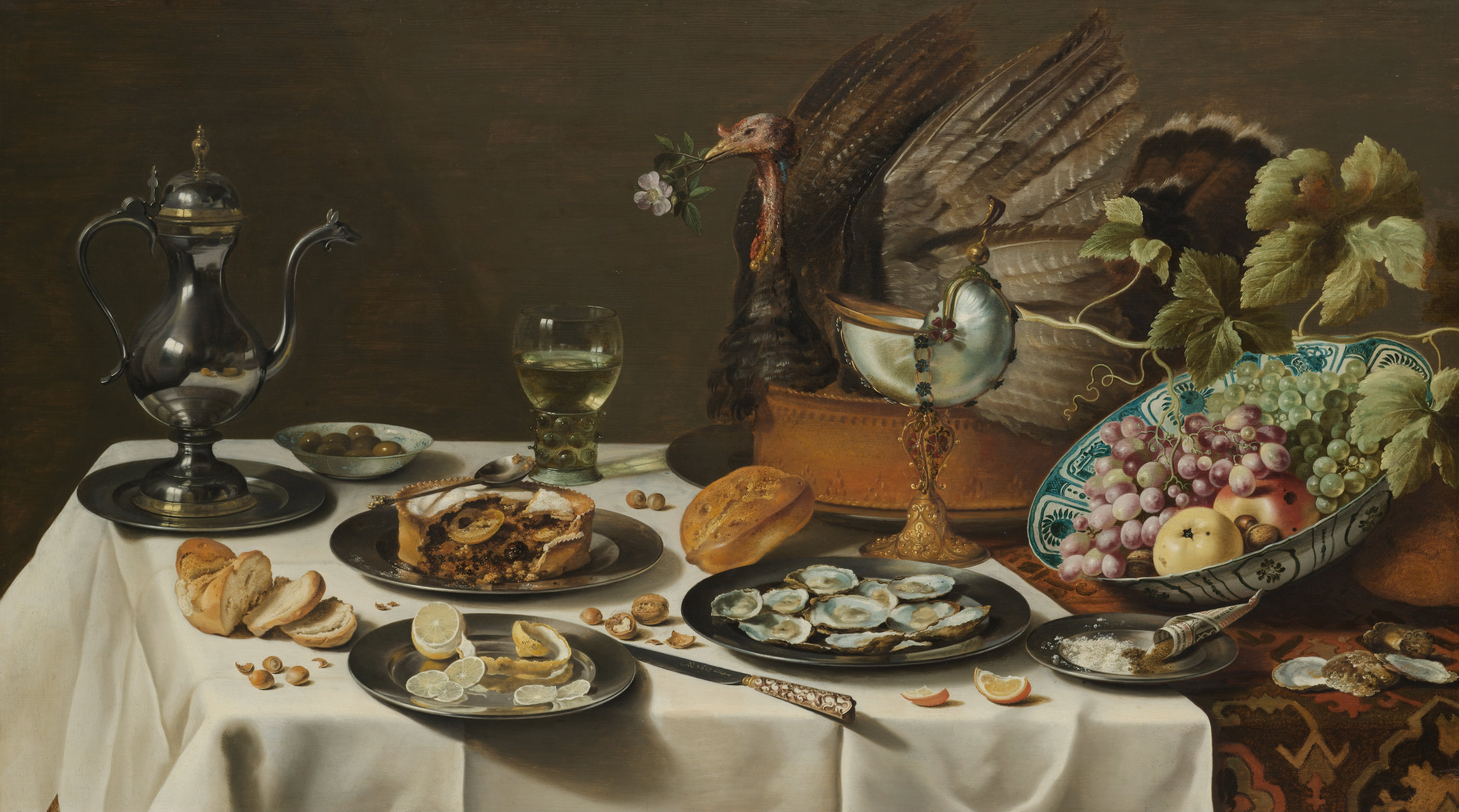
Pieter Claesz. Stillleben mit Truthahnpastete, 1627, Öl auf Holz, 132 × 75 cm, Rijksmuseum Amsterdam
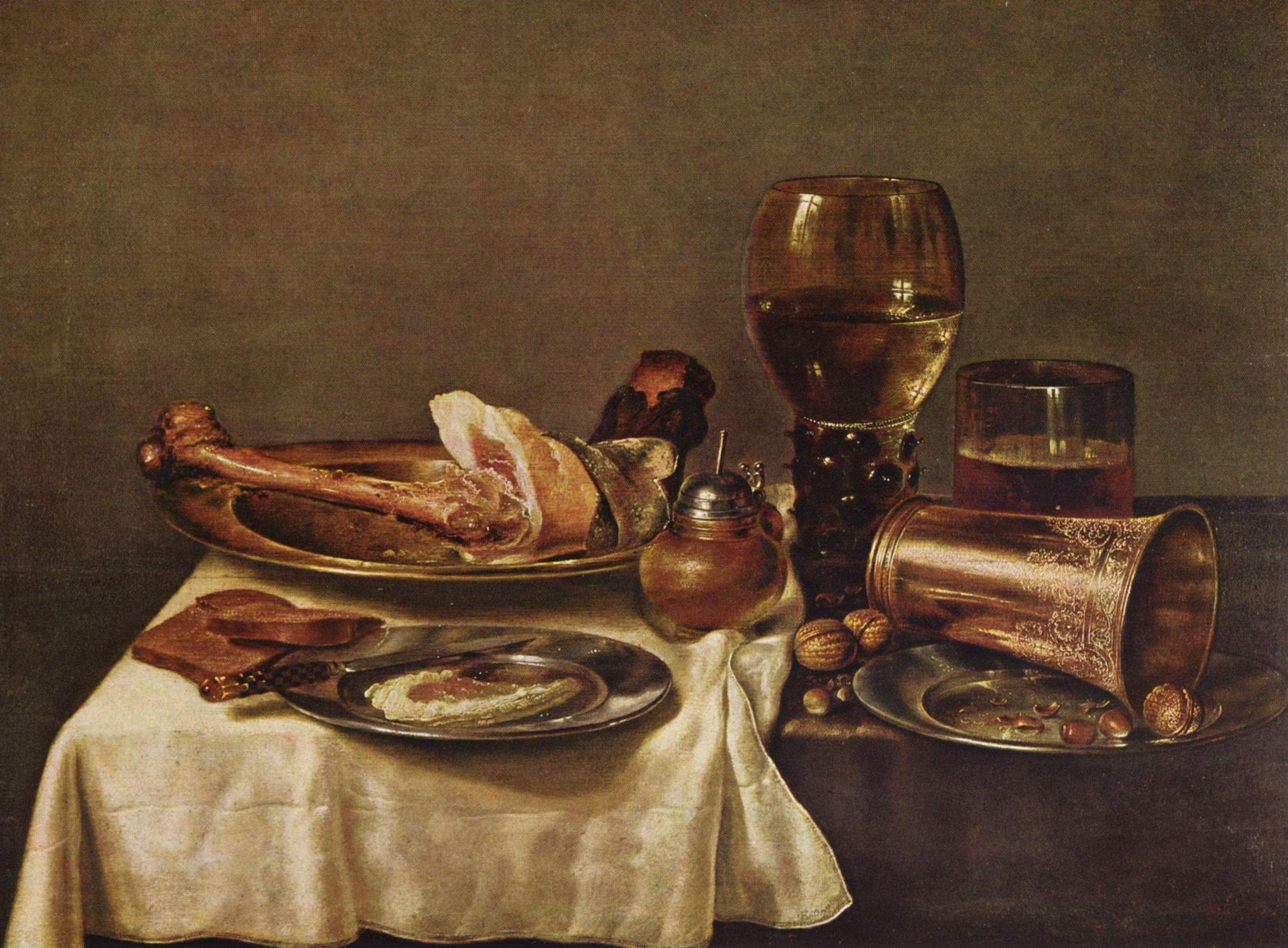
Willem Claesz. Heda Stillleben mit Schinken, 1635, Öl auf Holz, 58 × 78 cm, Alte Pinakothek, München